# Lijst van achtergrondmuziek van SpongeBob SquarePants
Dit is een overzicht van de achtergrondmuziek die in de serie van SpongeBob SquarePants is gebruikt.
SpongeBob SquarePants is een tekenfilmserie die wereldwijd door Nickelodeon wordt uitgezonden, met in de hoofdrol een gele spons die op de bodem van de zee leeft. De serie wordt sinds 1999 geproduceerd en werd voor het eerst in Nederland uitgezonden op 29 april 2002 op Nickelodeon op het toenmalige Kindernet. In Vlaanderen wordt de serie uitgezonden sinds april 2003.

## A
| Nummer | Nummers (Totaal) | Titel                       | Uitvoerder (+ Muziekschrijver)            | Seizoen              | Aflevering | Gebruikt in/bij aflevering |
| ------ | ---------------- | --------------------------- | ----------------------------------------- | -------------------- | --- | --- |
| 1      | 1                | Accusation                  | Gerhard Trede                             | 6, 7, 8, 9           | 122b 135a 156 202a | Single Cell Anniversary (Eencellig jubileum) Back to the Past (Terug in het verleden) Frozen Face-Off (Gekijf in de kou) Food Con Castaways |
| 2      | 2                | Abject Terror               | Paul Lewis                                | Short, 5, 6, 7, 8    | Short 82b 85 86a 90b Atlantis SquarePantis (92) 93c 94b 95b 102a 103b 131b 161b                                                                                       | Loop dee Loop (Short) Night Light (Nacht licht) New Digs (Nieuwe woonruimte) Krabs à la Mode (De thermostaat) Roller Cowards (Achtbaanhelden) The Donut of Shame (De donut) Atlantis SquarePantis Blackjack (BlackJack) Mermaid Man vs. SpongeBob (Meerminman tegenover SpongeBob) To Save a Squirrel (Eten of gegeten worden) Penny Foolish (Gelddorst) Suction Cup Symphony (De symfonie in au majeur) A Pal for Gary (Een vriend voor Gerrit) Mr. Krabs Takes a Vacation (Meneer Krabs neemt vakantie) |
| 3      | 3                | Achievements in Aviation    | Anthony Mawer                             | 9                    | 181a 190b 200 202a | License to Milkshake Tutor Sauce Goodbye, Krabby Patty? Food Con Castaways |
| 4      | 4                | Action and Glamour 8        | Milan Pilar                               | 1                    | 10a | Culture Shock (Cultuurschok) |
| 5      | 5                | Action Cut (a)              | Gregor F. Narholz                         | 1, 2, 3              | 1c 5a 6b 22b 24 25a 30b 62a | Tea at the Treedome (Op de thee bij Sandy) Pizza Delivery (Pizza bezorging) Pickles (Augurken) Bossy Boots (Dochter de baas) Dying for Pie (De moord voor een cake) Imitation Krabs (Nep Krabs) Wormy (Rupsie) I'm Your Biggest Fanatic (Ik ben je grootste fanaticus) The Lost Mattress (Het verloren matras) |
| 6      | 6                | Acts of Heroism (a)         | Trevor Duncan                             | 5                    | 91a | Goo Goo Gas (Het goe-goe gas) |
| 7      | 7                | Advance Attack              | Sam Fonteyn                               | 2, 3                 | 38a 41b | Sailor Mouth (Zeemanstaal) SpongeGuard on Duty (De strandwacht) |
| 8      | 8                | Action Stations 1           | Harry Bluestone Emil Cadkin               | 7, 8                 | 142b 168a | Sponge-Cano! (Sponge-kano) Restraining SpongeBob (Straatverbod voor Spongebob) |
| 9      | 9                | Adventure Fanfare 1         | Harry Bluestone Emil Cadkin               | Short, 8, 9, 10      | Short 166a 175 177a 185 186 202b 205b 207b | Sandy's Vacation in Ruins (Short) Bubble Troubles (Zuurstof bubbels) It's a SpongeBob Christmas! (Het kerstfeest van de klieren) The Good Krabby Name It Came from Goo Lagoon Safe Deposit Krabs Plankton's Pet Snail Mail Mermaid Pants House Worming |
| 10     | 10               | Adventurers                 | Larry Hochman                             | 5, 6, 7, 8, 9        | 94b 113b 135a 137b 189 202a | Mermaid Man vs. SpongeBob (Meerminman tegenover SpongeBob) The Card (De kaart) Back to the Past (Terug naar het verleden) Gary in Love SpongeBob You're Fired Food Con Castaways |
| 11     | 11               | African Conflict            | Norman Dane                               | 2 Shorts, 6, 7       | 123 124 2 shorts 142b | Truth or Square (Vast in de vriezer) The Outfit (Short) Time Machine (Short) Sponge-Cano! (Sponge-kano) |
| 12     | 12               | African Flute               | Friedel Berlipp                           | 3                    | 54 | Ugh (SpongeBob V.C. (vóór comedy)) |
| 13     | 13               | African Percussion (g)      | Robin Hogarth                             | 3                    | 54 | Ugh (SpongeBob V.C. (vóór comedy)) |
| 14     | 14               | African Xylophone [#97]     | Mark Nolan                                | 3                    | 54 | Ugh (SpongeBob V.C. (vóór comedy)) |
| 15     | 15               | Against All Odds            | Paul Lawler                               | 6, 7, 8, 9           | 123 124 143 144b 150a 161a 163a 201b | Truth or Square (Vast in de vriezer) The Great Patty Caper (De op hol geslagen trein) Karate Star (Karate ster) Krusty Dogs (De Krokante hond) Mooncation (Vakantie op de maan) Mermaid Man Begins (Meerminman en Mosseljongen - Het begin) Bulletin Board |
| 16     | 16               | Against the Law             | Wilfred William Burns                     | 3, 4, 5              | Against the Law (a) 91a Against the Law (b) 49a 61b 73a 93c Against the Law (c) 56b 58a 79a 81 83 Against the Law (e) 58b                                             | Goo Goo Gas (Het goe-goe gas) Krab Borg (Krab Borg) Shell of a Man (Kruip in de huid van...) New Leaf (Een nieuwe weg) Blackjack (Blackjack) I Had an Accident (Plein vrees) Missing Identity (Verloren identiteit) The Pink Purloiner (De roze kruiper) Friend or Foe (Vriend of vijand) Rise and Shine (Uit de veren) Waiting (Wachten) Plankton's Army (Planktons leger) |
| 17     | 17               | Age of Discovery            | Sam Spence                                | 2                    | 39b | The Fry Cook Games (De frituurspelen) |
| 18     | 18               | Agent Woodrow               | The Woodies                               | 1                    | 12b | Employee of the Month (Werknemer van de maand) |
| 19     | 19               | Aggressor                   | Sam Fonteyn                               | 1                    | 4b | Boating School (Vaarschool) |
| 20     | 20               | Agitation                   | Phillip Green                             | 9                    | (Agitation [#29]) 185 195a 203a 204a (Agitation [#90]) 186b | It Came from Goo Lagoon SpongeBob LongPants Salsa Imbecilicus Mutiny on the Krusty Plankton's Pet |
| 21     | 21               | Agitation Bridges           | Phillip Green                             | 7, 8, 9, 10          | (Agitation Bridge 2) 188b 196b 201b 204a (Agitation Bridge 3) 141b 146b 152b 156 205b (Agitation Bridge 5) 185 188 192a 195a 196b 206a (Agitation Bridge 5) 196b 204a | Yeti Krabs Married to Money Bulletin Board Mutiny on the Krusty The Main Drain Earworm Perfect Chemistry Frozen Face-Off Mermaid Pants It Came from Goo Lagoon Kenny the Cat Company Picnic SpongeBob LongPants Unreal Estate Mutiny on the Krusty |
| 22     | 22               | Airs and Graces             | Paddy Kingsland                           | 1, 2, 3, 4, 8        | Airs and Graces (a) 26a 48b The SpongeBob SquarePants Movie 68a 157a Airs and Graces (b) 19a Atlantis SquarePantis (92)                                               | Grandma's Kisses (Kusjes van oma) Squilliam Returns (Het vijfsterrenrestaurant) The SpongeBob SquarePants Movie Patrick SmartPants (Patrick betweter) Squidward's School for Grown-Ups (Patrick wordt volwassen) Fools in April (1 april) Atlantis SquarePantis |
| 23     | 23               | Air Power                   | Sidney Sager                              | 9, 10                | 202b 208a | Snail Mail Snooze You Lose |
| 24     | 24               | Al Capone Blues             | Eric Gemsa                                | 3                    | 58b | Plankton's Army (Planktons leger) |
| 25     | 25               | Alekoki                     | Kapono Beamer                             | 3, 4, 5, 6, 7, 8, 9  | 49b 63 65a 68b 71b 82b 87a 89b 95a 104b 106a 107b 112a 117a 121b 137b 176a 198b 199b                                                                                  | Rock-a-Bye Bivalve (Slaap schelpje slaap) Have You Seen This Snail? (Heeft u deze slak gezien?) Selling Out (De overname) Mermaid Man and Barnacle Boy VI: The Motion Picture (Meerminman & Mosseljongen 6) SquidBob TentaclePants (OctBob TentakelPants) Karate Island (Karate eiland) Night Light (Nacht licht) To Love a Patty (Allerliefste Krabby) Sing a Song of Patrick (Een liedje van Patrick) The Inmates of Summer (Zon-zon eiland) Gone (Foetsie) A Life in a Day (Leven als Leendert) No Nose Knows (Neusloos) Porous Pockets (Gat in de hand) Shuffleboarding (Sjoelbakhelden) Shell Shocked (Oost west, thuis best) Gary in Love Super Evil Aquatic Villain Team Up is Go! CopyBob DittoPants Lame and Fortune |
| 26     | 26               | Alex on the Road            | Steven Simmons                            | 2                    | 30b | I'm Your Biggest Fanatic (Ik ben je grootste fanaticus) |
| 27     | 27               | Alien Abduction             | Harry Bluestone Emil Cadkin               | 7, 8                 | (Alien Abduction [#10]) 169b (Alien Abduction [#11]) 133a 169b | Planet of the Jellyfish (Allemaal voor de kwallenvissen) The Curse of Bikini Bottom (De vloek van Bikini Broek) |
| 28     | 28               | Alien Menace                | Frederic Talgorn                          | 1                    | 8a | Sandy's Rocket (Raket naar de maan) |
| 29     | 29               | Alien Spacecrafts           | Gregor F. Narholz                         | 3, 4, 6, 7, 8, 9, 10 | Alien Spacecraft (a) 52a 68b Atlantis SquarePantis (92) 107b 135a 161a 175 198b 205a 208a Alien Spacecraft (c) 60b 102a                                               | Chocolate with Nuts (Chocola met noten) SquidBob TentaclePants (OctBob TentakelPants) Atlantis SquarePantis No Nose Knows (Neusloos) Back to the Past (Terug in het verleden) Mooncation (Vakantie op de maan) It's a SpongeBob Christmas! CopyBob DittoPants Whirly Brains Snooze You Lose Pranks a Lot (Top of the fops) Penny Foolish (Gelddorst) |
| 30     | 30               | Alley Cats                  | Robert Mersey                             | 4                    | 63 | Have You Seen This Snail? (Heeft u deze slak gezien?) |
| 31     | 31               | Allo Paris!                 | Nino Nardini                              | 5                    | 91b | Le Big Switch |
| 32     | 32               | Aloha                       | Dick Stephen Walter                       | 1, 2, 3              | 1c 2b 4b 13b 16b 19a 21b 22b 23a 64b | Tea at the Treedome (Op de thee bij Sandy) Ripped Pants (De gescheurde broek) Boating School (Vaarschool) I Was a Teenage Gary (Slakkenleed) The Paper (Het papier) Fools in April (1 april) Squid's Day Off (Octo's vrije dag) Bossy Boots (Dochter de baas) Big Pink Loser (Grote roze verliezer) Good Neighbors (Goede buren) |
| 33     | 33               | Aloha Bikini Bottom         | Nicolas Carr Sage Guyton Jeremy Wakefield | 7, 8, 9              | 136a 149a 155b 160a 163b 167b 172b 177b 193a 196b 201a | A Day Without Tears (Een dag zonder tranen) You Don't Know Sponge Sentimental Sponge Patrick's Staycation Plankton's Good Eye Bubble Buddy Returns Glove World R.I.P. Move It or Lose It Sanctuary! Married to Money Sandy's Nutmare |
| 34     | 34               | Aloha Eo                    | Nicolas Carr Sage Guyton Jeremy Wakefield | 7, 8, 9, 10          | 140a 148b 149a 152a 160a 163a 178 185 186a 193a 200 208a | The Monster Who Came to Bikini Bottom Whelk Attack You Don't Know Sponge Big Sister Sam Patrick's Staycation Mermaid Man Begins Hello Bikini Bottom! It Came from Goo Lagoon Safe Deposit Krabs Sanctuary! Goodbye, Krabby Patty? Snooze You Lose |
| 35     | 35               | Aloha Oe                    | Hans Haider                               | 1, 4, 6, 7, 8, 9, 10 | 1a 3a 4b 14a 64b 77b 79b 107a 127a 134 136b 155b 182a 190a 211a | Help Wanted (Hulp gevraagd) Jellyfishing (Kwallenvissen) Boating School (Vaarschool) SB-129 (SB-129) Good Neighbors (Goede buren) Rule of Dumb (Koning domheid) Squid Wood (Octo de reus) Giant Squidward (Octo de reus) Tentacle-Vision (Tentakelvisie) SpongeBob's Last Stand (Op de barricade) Summer Job (Vakantiebaantje) Sentimental Sponge (Sentimentele troep) Little Yellow Book Lost in Bikini Bottom Plankton Retires |
| 36     | 36               | Alone in the Old House      | Gregor F. Narholz                         | 6, 7, 8, 9           | 104b 111 131b 141a 164a 203a | Gone SpongeBob SquarePants vs. The Big One A Pal for Gary The Curse of the Hex Barnacle Face Pineapple Invasion |
| 37     | 37               | Alpha to Omega (b)          | Dave Hewson                               | 3                    | 54 | Ugh (SpongeBob V.C. (vóór comedy)) |
| 38     | 38               | Alpine Holiday [#60]        | Harry Bluestone                           | 7                    | 136a | A Day Without Tears (Een dag zonder tranen) |
| 39     | 39               | Amazing Grace               | John Newton John Wilberforce              | ?                    | ? | ? |
| 40     | 40               | America, A Dream Comes True | Gregor F. Narholz                         | 3                    | 46a | Snowball Effect (Sneeuwballeneffect) |
| 41     | 41               | American Odysseys           | Graham Preskett                           | 5                    | American Odyssey (a) 94a | Blackened Sponge (Blauwogige spons) |
| 42     | 42               | Ancient Fanfares            | Harry Bluestone                           | 5, 6                 | Ancient Fanfare [#51] Atlantis SquarePantis (92) 103a 113a Ancient Fanfare [#51.04] 103a Ancient Fanfare [#51.05] 103a                                                | Atlantis SquarePantis Spongicus (Spongicus) Krusty Krushers (De Krokante Krakers) |
| 43     | 43               | And Now (a)                 | Sammy Burdson John Charles Fiddy          | 2                    | 39b | The Fry Cook Games (De frituurspelen) |
| 44     | 44               | Andy Anorak                 | Chris Marshall                            | 2, 3, 4              | 31b 39b 48a 57b 77a | Squirrel Jokes (Stand-up Spongebob) The Fry Cook Games (De frituurspelen) No Weenies Allowed (Niet voor doetjes) The Camping Episode (Het kampeerverhaal) Driven to Tears (Tranen met tuitenwissers) |
| 45     | 45               | Anguish                     | Richard Hill                              | 2, 4                 | 40a 66 | Squid on Strike (Staking) Dunces and Dragons (Ridder SpongeBob en de draak) |
| 46     | 46               | Animal Antics               | Phillip Green                             | 7, 8, 9, 10          | Animal Antics [#45] 141a 150a 152b 153a 156 157b 168b 169a 170b 193a 197a 201a 204b 207b Animal Antics [#74] 137b 139b 144b                                           | The Curse of the Hex Krusty Dogs Perfect Chemistry Accidents Will Happen Frozen Face-Off Oral Report Fiasco! Are You Happy Now? Home Sweet Rubble Sanctuary! Mall Girl Pearl Sandy's Nutmare The Whole Tooth House Worming Gary in Love The Cent of Money Karate Star |
| 47     | 47               | Announcing the Top          | Gregor F. Narholz                         | 2                    | 23a 38b | Big Pink Loser (Grote roze verliezer) Artist Unknown (Maker onbekend) |
| 48     | 48               | Appalachian Banjo Duel      | Larry Hochman                             | 1, 3                 | 4b 55a 58b | Boating School (Vaarschool) The Great Snail Race (De grote slakkenrace) Plankton's Army (Planktons leger) |
| 49     | 49               | Apprehensive 2              | Harry Bluestone Emil Cadkin               | 6, 7, 8, 9           | 104b 111 112a 121b 134 139a 147a 168b 201a | Gone SpongeBob SquarePants vs. The Big One Porous Pockets Shell Shocked SpongeBob's Last Stand (Op de barricade) Gramma's Secret Recipe Hide and Then What Happens? Fiasco! Sandy's Nutmare |
| 50     | 50               | Apolonia                    | Sammy Burdson                             | 10                   | 211b | Trident Trouble |
| 51     | 51               | Aquarium                    | Bernard Rabaud Eric Gemsa                 | Short, 8             | Short 161a 171b | Sandy's Vacation in Ruins (Short) Mooncation (Vakantie op de maan) InSPONGEiac (Slapeloze nachten) |
| 52     | 52               | Arizona Fanfare             | ack Shaindlin                             | 1, 4, 5, 6, 8, 9, 10 | 6a 20b 67b 94b 113b 114b 117a 163a 195a 202b 205b | Mermaid Man and Barnacle Boy Mermaid Man and Barnacle Boy II Mermaid Man & Barnacle Boy VI: The Motion Picture Mermaid Man vs. SpongeBob The Card Ditchin Shuffleboarding Mermaid Man Begins SpongeBob LongPants Snail Mail Mermaid Pants |
| 53     | 53               | Armed Attack                | Jean Clero                                | 6, 7, 8, 9           | 113a 128b 129 144 153a 154a 157a 158b 159 164b 165a 167 170b 171b 177a 185 190b 192b 203a                                                                             | Krusty Krushers (De Krokante Krakers) Stuck in the Wringer Someone's in the Kitchen with Sandy The Inside Job That Sinking Feeling Karate Star Accidents Will Happen Drive Thru Squidward's School for Grown-Ups The Googly Artiste A SquarePants Family Vacation Pet Sitter Pat House Sittin' for Sandy The Krabby Patty That Ate Bikini Bottom Bubble Buddy Returns Home Sweet Rubble InSPONGEiac (Slapeloze nachten) The Good Krabby Name It Came from Goo Lagoon Tutor Sauce Pull Up a Barrel Pineapple Invasion |
| 54     | 54               | Armed Attacks               | Mladen Franko                             | 1, 6                 | 1c 103a | Tea at the Treedome (Op de thee bij Sandy) Spongicus (Spongicus) |
| 55     | 55               | Armies on the Move          | Richard Myhill                            | 6                    | 107b | No Nose Knows (Neusloos) |
| 56     | 56               | Arnold is Back              | Gregor F. Narholz                         | 1, 2, 3, 4           | Arnold is Back 1 18b 34b 67a 69b Arnold is Back 2 25b | Walking Small (Kleintje) Frankendoodle (Frankenkrabbel) Enemy In-Law (Aangetrouwde vijand) Mrs. Puff, You're Fired (Juf Puff, u bent ontslagen) Patty Hype (De kleurenburger) |
| 57     | 57               | Aspiración                  | The Langhorns                             | 1                    | 10a | Culture Shock (Cultuurschok) |
| 58     | 58               | Assault [#60]               | Geoff Love Ken Thorne Phil Green          | 9                    | 185 190a | It Came from Goo Lagoon Lost in Bikini Bottom |
| 59     | 59               | Astronauts March            | Sam Spence                                | 2, 3, 4              | 40a 55a 61b 69b 77a | Squid on Strike (Staking) The Great Snail Race (De grote slakkenrace) Shell of a Man (Kruip in de huid van...) Mrs. Puff, You're Fired (Juf Puff, u bent ontslagen) Driven to Tears (Tranen met tuitenwissers) |
| 60     | 60               | Attack                      | Tony Hymas                                | 6, 7, 8              | 114a 118b 137b 140b 148b 156 157b | Dear Vikings Komputer Overload Gary in Love Welcome to the Bikini Bottom Triangle Whelk Attack Frozen Face-Off Oral Report |
| 61     | 61               | Attack of the Giant Robots  | Cris Velasco                              | 7, 8, 9              | 148b 156 175 192b | Whelk Attack Frozen Face-Off It's a SpongeBob Christmas! Pull Up a Barrel |
| 62     | 62               | At the Ready                | Harry Edwards                             | 9                    | 194b | The Sewers of Bikini Bottom |
| 63     | 63               | At the Zoo                  | Gerhard Trede                             | 6, 7, 10             | 123 124 146a 208b | Truth or Square (Vast in de vriezer) The Abrasive Side Krusty Katering |
| 64     | 64               | Awakening Memories          | Paul Fenoulhet                            | 2, 3, 4              | 30b 43a 44b 62a | I'm Your Biggest Fanatic (Ik ben je grootste fanaticus) Just One Bite (Octo is om) Idiot Box (De idiotendoos) The Lost Mattress (Het verloren matras) |
| 65     | 65               | Award Winners (a)           | Otto Sieben                               | 3                    | 59 | The Sponge Who Could Fly (The Lost Episode) (De spons die wil vliegen (de verloren episode)) |

## B
| Nummer | Nummers (Totaal) | Titel                            | Uitvoerder (+ Muziekschrijver)                                    | Seizoen                             | Aflevering | Gebruikt in/bij aflevering |
| ------ | ---------------- | -------------------------------- | ----------------------------------------------------------------- | ----------------------------------- | --- | --- |
| 1      | 66               | B.C. Strut                       | Steve Belfer                                                      | 3                                   | 54 | Ugh (SpongeBob V.C. (vóór comedy)) |
| 2      | 67               | Baby Elephant                    | Dick Stephen Walter                                               | 1, 4                                | 2a 12a 76a | Bubblestand (Bellenkraam) The Chaperone (De chaperonne) The Thing (Stinkie) |
| 3      | 68               | Bach's Toccata                   | Johann Sebastian Bach Peter Lea-Cox                               | 1, 5                                | 13a 90a | Scaredy Pants (Bangbroek) A Flea in Her Dome (De vlo) |
| 4      | 69               | Background Blues                 | Otto Sieben                                                       | 1, 4, 5, 6, 7                       | 3b 73a 87a 100a 108b 118b 122a 129b 134 | Plankton! (Plankton!) New Leaf (Een nieuwe weg) To Love a Patty (Allerliefste Krabby) Banned in Bikini Bottom (Verbannen in Bikinibroek) Plankton's Regular (De vaste klant) Komputer Overload (PC Scheiding) Chum Bucket Supreme (Aas is gaas) The Inside Job (Van binnenuit) SpongeBob's Last Stand (Op de barricade) |
| 5      | 70               | Backporch Blues                  | Richard Myhill                                                    | ?                                   | ? | ? |
| 6      | 71               | Bad to the Spongebone            | Nicolas Carr Barry Anthony Robert Vegara                          | 5, 6, 8                             | 87a 101b 154b | To Love a Patty (Allerliefste Krabby) Krabby Road (Rock-'n-Roll bende) The Hot Shot (Laat los, blijf koel) |
| 7      | 72               | Bad Tempi 1                      | Masters of Trash                                                  | 3                                   | 47a | As Seen on TV (Gezien op TV) |
| 8      | 73               | Ballet Shoes [#60.03]            | Harry Bluestone Emil Cadkin                                       | 6                                   | 116b | To SquarePants or Not to SquarePants (Als je broek maar goed zit) |
| 9      | 74               | Ballett Walzer (Ballet Waltz)    | Norbert Pawlicki                                                  | 5                                   | 88c | Slimy Dancing (Kramp!) |
| 10     | 75               | Bandits                          | Andy Allan Martyn Laight                                          | 1                                   | 6b | Pickles (Augurken) |
| 11     | 76               | Banners Victorious               | Ronald Hanmer                                                     | 6, 8, 9                             | 120b 160 188a | Toy Store of Doom (De verduivelde speelgoedwinkel) Patrick's Staycation (Thuis op vakantie) Walking the Plankton (Op Plankton cruise) Kenny the Cat |
| 12     | 77               | Banzai Rider                     | The Surfdusters                                                   | 2                                   | 32a | Pressure (Druk) |
| 13     | 78               | Barbecue Beach                   | Martin Busca                                                      | 4                                   | 78a | Born to Be Wild (De Bikinibroek uitlaatgasten) |
| 13     | 79               | Bare Foot                        | Robin Hogarth                                                     | 3                                   | 54 | Ugh (SpongeBob V.C. (vóór comedy)) |
| 14     | 80               | Baroque Cade 14 A Maj F          | Marcin Pospieszalski                                              | 4                                   | 68a | Patrick SmartPants (Patrick betweter) |
| 15     | 81               | Baroque Fin 22 C Maj             | Marcin Pospieszalski                                              | 8, 9, 10                            | 157a 194a 208a | Squidward's School for Grown-Ups (Patrick wordt volwassen) Patrick! The Game Snooze You Lose |
| 16     | 82               | Bartmania (a)                    | Guy Moon                                                          | 1                                   | 1a | Help Wanted (Hulp gevraagd) |
| 17     | 83               | Bashful Eyes                     | Kapono Beamer                                                     | 3, 4, 5, 6, 7, 10                   | 41a 42a 65b 90b 116a 144b 145b 209b | The Algae's Always Greener (Hoe het is om meneer Krabs te zijn) Club SpongeBob (De magische schelp) Funny Pants (De lachklier) The Donut of Shame (De donut) Squid's Visit (Octo op bezoek) Karate Star (Karate ster) Enchanted Tiki Dreams (Octo's tiki land) Plankton Gets the Boot |
| 18     | 84               | Bat Stabs                        | David Farnon                                                      | 1, 2                                | 20b 31a | Mermaid Man and Barnacle Boy II (Meerminman & Mosseljongen 2) Mermaid Man and Barnacle Boy III (Meerminman & Mosseljongen 3) |
| 19     | 85               | Battle at Sea                    | Johnny Pearson                                                    | 1, 2, 5, 6, 9, 10                   | 1a 34b 93a 118b 121a 199b 203a 211a | Help Wanted (Hulp gevraagd) Frankendoodle (Frankenkrabbel) Picture Day (Kijk eens naar het vogeltje) Komputer Overload (PC Scheiding) Sand Castles in the Sand (Zandkastelen in het zand) Lame and Fortune Pineapple Invasion Plankton Retires |
| 20     | 86               | Battle Begins                    | Nicolas Carr                                                      | 3                                   | 46a | Snowball Effect (Sneeuwballeneffect) |
| 21     | 87               | Battle March Links               | Keith Mansfield                                                   | 1, 6, 7, 9, 10                      | Battle March Link (a) 107b 122a 134 135a 205b Battle March Link (d) 103a Battle March Link (f) 19b 113a 125b 152b 194b 208b | No Nose Knows (Neusloos) Chum Bucket Supreme (Aas is gaas) SpongeBob's Last Stand (Op de barricade) Back to the Past (Terug in het verleden) Mermaid Pants Spongicus (Spongicus) Neptune's Spatula (De spatel van Neptunus) Krusty Krushers (De Krokante Krakers) Chum Caverns (De Maatgrotten) Perfect Chemistry (Perfecte Chemie) The Sewers of Bikini Bottom Krusty Katering |
| 22     | 88               | Battle Zone                      | Harry Bluestone Emil Cadkin                                       | 8, 9                                | 153b 163a 180b 194b | The Other Patty Mermaid Man Begins Gary's New Toy The Sewers of Bikini Bottom |
| 23     | 89               | Beach Party                      | Harry Bluestone                                                   | 3, 4, 5, 6, 8, 9                    | 41b 48a 62a 70b 81 86a 106b 154b 195b (2 Shorts) | SpongeGuard on Duty (De strandwacht) No Weenies Allowed (Niet voor doetjes) The Lost Mattress (Het verloren matras) The Endless Summer (Short) Ghost Host (Spook te gast) Friend or Foe (Vriend of vijand) Roller Cowards (Achtbaanhelden) Sun Bleached (Zon bleek) The Hot Shot (Laat los, blijf koel) Larry's Gym What if SpongeBob Was Gone? (Gary) (Short) |
| 24     | 90               | Beat Baby                        | Harry Bluestone                                                   | 3                                   | 51 | Party Pooper Pants (SpongeBob's house party) |
| 25     | 91               | Beautiful Moonlit Night          | George Wilson                                                     | 1, 2, 4, 6, 7, (Short), 8           | 2b 20b 38a 62b 102a 128b (Short) 153a | Ripped Pants (De gescheurde broek) Mermaid Man and Barnacle Boy II (Meerminman & Mosseljongen 2) Sailor Mouth (Zeemanstaal) Krabs vs. Plankton (Krabs versus Plankton) Penny Foolish (Gelddorst) Stuck in the Wringer (Door de mangel) Plankton Pays (Short) Accidents Will Happen (Het bedrijfsongeval) |
| 26     | 92               | Beauty Parade                    | Syd Dale                                                          | 5                                   | 84a | Spy Buddies (SpiongeBob) |
| 27     | 93               | Beer Festival                    | Dick Walter                                                       | 6, 10                               | 106b 207b | Sun Bleached (Zon bleek) House Worming |
| 28     | 94               | Beer (On This Table) Please      | Rosita S Romano                                                   | (Short), 9                          | (Short) 199a | The Outfit (Short) Sold! |
| 29     | 95               | Beetle Escap 40 G#Beetl          | Marcin Pospieszalski                                              | 8                                   | 163a | Mermaid Man Begins (Meerminman en Mosseljongen - Het begin) |
| 30     | 96               | Before the Beginning             | Graham De Wilde                                                   | 6                                   | 119b | Overbooked (Volgeboekt) |
| 31     | 97               | Befuddled                        | Pat Irwin                                                         | 8                                   | 155b 158b 159 160b 161b 163a | Sentimental Sponge (Sentimentele troep) The Googly Artiste (Popogen) A SquarePants Family Vacation (Het SquarePants familieuitje) Walking the Plankton (Op Plankton cruise) Mr. Krabs Takes a Vacation (Meneer Krabs neemt vakantie) Mermaid Man Begins (Meerminman en Mosseljongen - Het begin) |
| 32     | 98               | Befuddled Gent                   | Phillip Green                                                     | 7, 8, (Short), 9, 10                | 130 132b 136a 137b 138b 139b 140 141b 143 146a 147b 148a (Short) 150b 151 153a 154a 164b 171a 173b 174a 176b 182b 192a 193a 203b 204b 206b 207b | Greasy Buffoons (Een spannende wedstrijd) Model Sponge (De wc spons) Kracked Krabs (Krab krent) A Day Without Tears (Een dag zonder tranen) Gary in Love (Gerrit is verliefd) Rodeo Daze (De rodeo) The Cent of Money (De geur van geld) The Monster Who Came to Bikini Bottom (Het monster dat Bikini Broek bezocht) Welcome to the Bikini Bottom Triangle (De Bikini Broek driehoek heet je welkom) The Main Drain (De hoofdafvoer) The Great Patty Caper (De op hol geslagen trein) The Abrasive Side (De ruwe kant) Shellback Shenanigans (Gekke Gerrit) The Masterpiece (Het meesterwerk) Plankton Pays (Short) The Wreck of the Mauna Loa (De wrak van de Mauna Loa) New Fish in Town (De nieuwe buurman) Love That Squid (Octo en de liefde) Accidents Will Happen (Het bedrijfsongeval) Drive Thru (De Krab drive) Pet Sitter Pat (Oppas Patrick) Karen 2.0 Demolition Doofus Treats! Chum Fricassee Bumper to Bumper Company Picnic Sanctuary! Salsa Imbecilicus The Whole Tooth Code Yellow House Worming |
| 33     | 99               | Beheading of the King            | Laurie Johnson                                                    | 5, 6                                | 95a 106a | The Inmates of Summer (Zon-zon eiland) A Life in a Day (Leven als Leendert) |
| 34     | 100              | Bella Italia                     | Bruno Bertoli                                                     | 10                                  | 205a | Whirly Brains |
| 35     | 101              | Bell Hop (a)                     | John Shakespeare                                                  | 2, 3, 5                             | 33a 54 81 Atlantis SquarePantis (92) | Shanghaied (Geringeloor) Ugh (SpongeBob V.C. (vóór comedy)) Friend or Foe (Vriend of vijand) Atlantis SquarePantis (92) |
| 36     | 102              | Bell Tree [#86.01]               | David Arnold                                                      | 1                                   | 6b | Pickles (Augurken) |
| 37     | 103              | Best of the West                 | Gregor F. Narholz                                                 | 3                                   | 42b | My Pretty Seahorse (Mysterie) |
| 38     | 104              | Beware the Ripper (c)            | Richard Myhill                                                    | 6, 7                                | 106a 143 | A Life in a Day (Leven als Leendert) The Great Patty Caper (De op hol geslagen trein) |
| 39     | 105              | Beyond the Galaxy                | Larry Hochman                                                     | (Short), 8                          | (Short) 161a 166a | And Krabs Saves the Day (Short) Mooncation (Vakantie op de maan) Bubble Troubles (Zuurstof bubbels) |
| 40     | 106              | Big Bad Giant                    | Paddy Kingsland                                                   | 4, 5, 6, 8, 9                       | 66 90a 114a 115a 125b 159 165a 188b | Dunces and Dragons (Ridder SpongeBob en de draak) A Flea in Her Dome (De vlo) Dear Vikings (Vikingmaat) Grandpappy the Pirate (Opa Roodbaard) Chum Caverns (De Maatgrotten) A SquarePants Family Vacation (Het SquarePants familieuitje) House Sittin' for Sandy Yeti Krabs |
| 41     | 107              | Big Band Beat                    | ?                                                                 | 6, 10                               | 123 124 208b | Truth or Square (Vast in de vriezer Krusty Katering |
| 42     | 108              | Big City Sidewalks               | Sam Spence                                                        | 8                                   | 168b 173b | Fiasco! (Een fiasco) Demolition Doofus (Demolition Doofus) |
| 43     | 109              | Big Ed's March                   | Sam Spence                                                        | 1, 2, 4, 10                         | 11a 16b 39b 69b 80a 206b | MuscleBob BuffPants (SpongeBob Spierbundel) The Paper (Het papier) The Fry Cook Games (De frituurspelen) Mrs. Puff, You're Fired (Juf Puff, u bent ontslagen) Best Day Ever (De beste dag ooit) Code Yellow |
| 44     | 110              | Big Scene F                      | Hermann Langschwert                                               | 4                                   | 68b | SquidBob TentaclePants (OctBob TentakelPants) |
| 45     | 111              | Big Show Theme                   | Robert Sharples                                                   | 3, 6, 7, 8, 9, 10, (Short)          | 33a 102a 103b 110a 113a 123 124 126 132b 177a 191a 208a (Short) | Shanghaied (Geringeloor) Penny Foolish (Gelddorst) Suction Cup Symphony (De symfonie in au majeur) The Slumber Party (Het pyjamafeest) Krusty Krushers (De Krokante Krakers) Truth or Square (Vast in de vriezer) The Clash of Triton\Neptune's party (Het feest van Neptunus) Kracked Krabs (Krab krent) The Good Krabby Name Squid Plus One Snooze You Lose Traffic (Short) |
| 46     | 112              | Big Top Marching Band            | ?                                                                 | 7                                   | 133b | Squidward in Clarinetland (Octo in klarinetland) |
| 47     | 113              | Bikini Babes                     | Eric Spencer                                                      | 6                                   | 106b | Sun Bleached (Zon bleek) |
| 48     | 114              | Bikini Bottom Bound              | Nicolas Carr Sage Guyton Jeremy Wakefield                         | 8, 9, 10                            | 155a 159 161a 166a 168a 174a 175 178 181a 185 186b 189 201a 202b 204a 210b | A Friendly Game A SquarePants Family Vacation Mooncation Bubble Troubles Restraining SpongeBob Treats! It's a SpongeBob Christmas! Hello Bikini Bottom! License to Milkshake It Came from Goo Lagoon Plankton's Pet SpongeBob You're Fired Sandy's Nutmare Snail Mail Mutiny on the Krusty Burst Your Bubble |
| 49     | 115              | Bikini Bottom News Theme         | Nicolas Carr                                                      | 2, 3, 4, 5, 6, 7, 8, 9, (Short), 10 | 32b 44a 52b 59 73b 79a 89a 94b 98 99b 110b 118b 125a 134 136a 143 144b 148b 149b 154b 156 174a 185 186a (The SpongeBob Movie: Sponge Out of Water) 200 204a 211a | The Smoking Peanut (Oesterleed) Nasty Patty (De verschrikkelburger) Mermaid Man and Barnacle Boy V (Meerminman & Mosseljongen 5) The Sponge Who Could Fly (The Lost Episode) (De spons die wil vliegen (de verloren episode)) Once Bitten (De gekke slakkenziekte) The Pink Purloiner (De roze kruiper) The Krusty Sponge (De Krokante spons) Mermaid Man vs. SpongeBob (Meerminman tegenover SpongeBob) What Ever Happened to SpongeBob? (Wat is er gebeurd met spongebob?) SpongeHenge (SpongeHenge) Grooming Gary (Mooie Gerrit) Komputer Overload (PC Scheiding) Pineapple Fever (De Storm) SpongeBob's Last Stand (Op de barricade) A Day Without Tears (Een dag zonder tranen) The Great Patty Caper (De op hol geslagen trein) Karate Star (Karate ster) Whelk Attack (Daar komen de slakken) Tunnel of Glove (De Handschoentunnel) The Hot Shot (Laat los, blijf koel) Frozen Face-Off (Gekijf in de kou) Treats!" (Lower-Pitched) It Came from Goo Lagoon Safe Deposit Krabs (The SpongeBob Movie: Sponge Out of Water) Krabby Patty Report (Short) Goodbye, Krabby Patty? Mutiny on the Krusty Plankton Retires |
| 50     | 116              | Bikini Bottom Police             | Nicolas Carr                                                      | 7, 8, 9, 10                         | 128a 131a 134 136b 140a 154a 155b 157b 158a 161b 167a 168b 177a 180a 182a 183b 184a 190b 191b 198a 209a 210b | Growth Spout (Groeistuip) Keep Bikini Bottom Beautiful (Houd Bikini Broek schoon!) SpongeBob's Last Stand (Op de barricade) Summer Job (Vakantiebaantje) The Monster Who Came to Bikini Bottom (Het monster dat Bikini Broek bezocht) Drive Thru (De Krab drive) Sentimental Sponge (Sentimentele troep) Oral Report (De spreekbeurt) Sweet and Sour Squid (De fan) Mr. Krabs Takes a Vacation (Meneer Krabs neemt vakantie) The Krabby Patty That Ate Bikini Bottom (De krabburger die Bikinibroek opat) Fiasco! (Een fiasco) The Good Krabby Name Patrick-Man! Little Yellow Book Squid Defense Jailbreak! Tutor Sauce The Executive Treatment Sharks vs. Pods SpongeBob's Place Burst Your Bubble |
| 51     | 117              | Bird Brains                      | Peter Straus Stephen Hillenburg Steve Belfer Carlos Palazio Googe | 3                                   | 51 | Party Pooper Pants (SpongeBob's house party) |
| 52     | 118              | Bird Lady from Ghost Town        | The Mel-Tones                                                     | 3                                   | 51 | Party Pooper Pants (SpongeBob's house party) |
| 53     | 119              | Bittersweet Memory               | Harry Bluestone Emil Cadkin                                       | 4                                   | 63 67a 74b | Have You Seen This Snail? (Heeft u deze slak gezien?) Enemy In-Law (Aangetrouwde vijand) Wigstruck (Als door een pruik getroffen) |
| 54     | 120              | Bizarre Swing                    | John Cacavas                                                      | 5                                   | 98 | What Ever Happened to SpongeBob? (Wat is er gebeurd met spongebob?) |
| 55     | 121              | Blackbeard                       | Sam Fonteyn                                                       | 1, 5                                | 6a 96 | Mermaid Man and Barnacle Boy (Meerminman & Mosseljongen) Pest of the West (Sheriff SpongeBuck) |
| 56     | 122              | Black Empire                     | Gregor F. Narholz                                                 | 3, 4                                | 52b 67b | Mermaid Man and Barnacle Boy V (Meerminman & Mosseljongen 5) Mermaid Man & Barnacle Boy VI: The Motion Picture (Meerminman & Mosseljongen 6) |
| 57     | 123              | Black Stockings                  | David Lindup                                                      | 1, 2, 5                             | 3b 24b 94b | Plankton! (Plankton!) Imitation Krabs (Nep Krabs) Mermaid Man vs. SpongeBob (Meerminman tegenover SpongeBob) |
| 58     | 124              | Black Swarm                      | Simon Benson                                                      | ?                                   | ? | ? |
| 59     | 125              | Blaze of Brass (d)               | Cecil Milner                                                      | 5                                   | 87b 90b 94b | Breath of Fresh Squidward (De nieuwe Octo) The Donut of Shame (De donut) Mermaid Man vs. SpongeBob (Meerminman tegenover SpongeBob) |
| 60     | 126              | Blazing Trails                   | Guy Fletcher Rod Williams                                         | 2                                   | 40b | Sandy, SpongeBob, and the Worm (De stierworm) |
| 61     | 127              | Bliss                            | Alec Gould                                                        | 5                                   | 87a | To Love a Patty (Allerliefste Krabby) |
| 62     | 128              | Blondes & Bullets (a)            | Ron Goodwin                                                       | 5                                   | 81 | Friend or Foe (Vriend of vijand) |
| 63     | 129              | Blood in the Gutter              | Laurie Johnson                                                    | 1, 5, 6                             | 6a 84c 94a 101b 108a 114b | Mermaid Man and Barnacle Boy (Meerminman & Mosseljongen) Good Ol' Whatshisname (Meneer Gaatjenietsaan) Blackened Sponge (Blauwogige spons) Krabby Road (Rock-'n-Roll bende) Patty Caper (De diefstal) Ditchin (Spijbelen) |
| 64     | 130              | Bloodbath                        | Harry Lubin                                                       | 9, 10                               | 188b 189 192b 194b 202b 210b | Yeti Krabs SpongeBob You're Fired Pull Up a Barrel The Sewers of Bikini Bottom Snail Mail Burst Your Bubble |
| 65     | 131              | Blow the Man Down                | Brian Peters Robert Alexander White                               | 1, 2, 3, 4                          | Blow the Man Down (b) 14b 20a 33a Blow the Man Down (c & d) 38a 42b 50b 61b | Sailor Mouth (Zeemanstaal) Shell of a Man (Kruip in de huid van...) Karate Choppers (Broodje Karate) Hooky (Haken) Shanghaied (Geringeloor) My Pretty Seahorse (Mysterie) Krusty Krab Training Video (De Krokante Krab trainingsvideo) |
| 66     | 132              | Blue Blood (f)                   | Gregor F. Narholz                                                 | 1                                   | 19a | Fools in April (1 april) |
| 67     | 133              | Blue Danube                      | Johann Strauss                                                    | 1, 5, 7, 8, 9, 10                   | 3a 79a 127b 133b 168b 185 198a 206a | Jellyfishing (Kwallenvissen) The Pink Purloiner (De roze kruiper) I Heart Dancing (Dansles) Squidward in Clarinetland (Octo in klarinetland) Fiasco! (Een fiasco) It Came from Goo Lagoon Sharks vs. Pods Unreal Estate |
| 68     | 134              | Blue Dobro (a)                   | Richard Myhill                                                    | 1                                   | 18a | Texas (Texas) |
| 69     | 135              | Bobbins and Spindles             | Ronald Hanmer                                                     | 7, 8, 9                             | 130b 159 196a | Model Sponge (De wc spons) A SquarePants Family Vacation (Het SquarePants familieuitje) The Fish Bowl (De vissenkom) |
| 70     | 136              | Bobby Shaftoe                    | Brian Peters                                                      | 2                                   | 33a 38a | Shanghaied (Geringeloor) Sailor Mouth (Zeemanstaal) |
| 71     | 137              | Bobsled                          | Caesar Giovannini Wayne Robinson                                  | 7, (Short)                          | 139b (Short) | The Cent of Money (De geur van geld) What Else Can a Krabby Patty Do? (Short) |
| 72     | 138              | Bongo Crazy (b)                  | Martyn David Alan Bell Roger Dexter                               | 3                                   | 54 | Ugh (SpongeBob V.C. (vóór comedy)) |
| 73     | 139              | Bonnie Blue Gal                  | Sam Spence                                                        | 2, 4                                | 39b 69b | The Fry Cook Games (De frituurspelen) Mrs. Puff, You're Fired (Juf Puff, u bent ontslagen) |
| 74     | 140              | Border Run                       | The Surfdusters                                                   | 1                                   | 12a | The Chaperone (De chaperonne) |
| 75     | 141              | Boring Morning                   | Nicolas Carr Steve Marston                                        | 6, 7                                | 107b 108b 109a 114a 116a 131a 132a 136a 144b 145a 146a | No Nose Knows (Neusloos) Plankton's Regular (De vaste klant) Boating Buddies (Vaarschoolmaatjes) Dear Vikings (Vikingmaat) Squid's Visit (Octo op bezoek) Keep Bikini Bottom Beautiful (Houd Bikini Broek schoon!) Yours, Mine and Mine (Eerlijk zullen we alles delen) A Day Without Tears (Een dag zonder tranen) Karate Star (Karate ster) Buried in Time (Toekomstblik) The Abrasive Side (De ruwe kant) |
| 76     | 142              | Bossa Cubana                     | Gerhard Narholz                                                   | 1                                   | 1a 11b 14b | Help Wanted (Hulp gevraagd) Squidward the Unfriendly Ghost (Octo, het onvriendelijke spookje) Karate Choppers (Broodje Karate) |
| 77     | 143              | Botany Bay                       | Robert Alexander White Michael Bolger Nicolas Carr                | 1, 2, 3, 4, 5, 6, 7, 8, 9, 10       | Botany Bay (b & c) 2b 4 8b 9a 15b 17a 20a 22b 25b 34a 39a 42b 49a 55b 63 65b 67b 70b 81 98 100a 102a 109b Botany Bay (c), (Version 1 & 2) 114a 115a 116b 119 120a 122b 123 124 127a 130b 131b 133a 134 136b 141a 143 145b 147a 152b 154a 161b 162 163a 168a 170a 171a 173a 178 186a 196b 209a | Ripped Pants (De gescheurde broek) Naughty Nautical Neighbors (Een verre buur is beter dan een goede vriend) Boating School (Vaarschool) Squeaky Boots (De piepende laarzen) Nature Pants (KwallenBob) Suds (Het schuim) Arrgh! (Arrgh!) Hooky (Haken) Bossy Boots (Dochter de baas) Patty Hype (De kleurenburger) Welcome to the Chum Bucket (Welkom in de Maatemmer) Jellyfish Hunter (Kwallenjager) My Pretty Seahorse (Mysterie) Krab Borg (Krab Borg) Mid-Life Crustacean (Midlife schaaldier) Have You Seen This Snail? (Heeft u deze slak gezien?) Funny Pants (De lachklier) Mermaid Man & Barnacle Boy VI: The Motion Picture (Meerminman & Mosseljongen 6) Ghost Host (Spook te gast) Friend or Foe (Vriend of vijand) What Ever Happened to SpongeBob? (Wat is er gebeurd met spongebob?) Banned in Bikini Bottom (Verbannen in Bikinibroek) Penny Foolish (Gelddorst) The Krabby Kronicle (Het Krabburgerdagblad) Dear Vikings (Vikingmaat) Grandpappy the Pirate (Opa Roodbaard) To SquarePants or Not to SquarePants (Als je broek maar goed zit) Gullible Pants (Goedgelovige Spongebob) Overbooked (Volgeboekt) No Hat for Pat (Geen pet voor Pat) Single Cell Anniversary (Eencellig jubileum) Truth or Square (Vast in de vriezer) Tentacle-Vision (Tentakelvisie) Model Sponge (De wc spons) A Pal for Gary (Een vriend voor Gerrit) The Curse of Bikini Bottom (De vloek van Bikini Broek) SpongeBob's Last Stand (Op de barricade) Summer Job (Vakantiebaantje) The Curse of the Hex (De vloek van de heks) The Great Patty Caper (De op hol geslagen trein) Enchanted Tiki Dreams (Octo's tiki land) Hide and Then What Happens? (Verstoppen en dan zien we wel) Perfect Chemistry (Perfecte Chemie) Drive Thru (The Krab drive) Mr. Krabs Takes a Vacation (Meneer Krabs neemt vakantie) Ghoul Fools (Spookachtig Gestoord) Mermaid Man Begins (Meerminman en Mosseljongen - Het begin) Restraining SpongeBob (Straatverbod voor Spongebob) Are You Happy Now? (Mooiste herinnering) Free Samples (Nieuwe krabburgers) Karen 2.0 (Karen 2.0) Squiditis (Inktvisziekte) Hello Bikini Bottom! (Hallo Bikinibroek) Safe Deposit Krabs (De Bonus) Married to Money (Getrouwd met geld) SpongeBob's Place |
| 78     | 144              | Box Office                       | Harry Bluestone Emil Cadkin                                       | 5, 6, 7, 9                          | 99a 123 124 130b 191a 200 | Box Office [#76, 77, 80, 81] The Two Faces of Squidward (De 2 gezichten van Octo) Truth or Square (Vast in de vriezer) Model Sponge (De wc spons) Squid Plus One (Octo plus één) Goodbye, Krabby Patty? (Vaarwel Krabburger?) |
| 79     | 145              | Boy Wizard's Teacher             | Paul Lawler                                                       | 6, 8                                | 123 124 165a | Truth or Square (Vast in de vriezer) House Sittin' for Sandy (SpongeBob past op) |
| 80     | 146              | Boys and Girls                   | Brian Peters                                                      | 4                                   | 70b | Ghost Host (Spook te gast) |
| 81     | 147              | Braden Beat                      | Alan Moorhouse                                                    | 3                                   | 42b | My Pretty Seahorse (Mysterie) |
| 82     | 148              | Brass Moment [#77]               | Harry Bluestone Emil Cadkin                                       | 6                                   | 101a | House Fancy (Tv Show Huis en Haard) |
| 83     | 149              | Brave and Bold                   | Chris Payne Paul Rogers                                           | 1, 3, 5                             | 18b 19b 52b 82b | Walking Small (Kleintje) Neptune's Spatula (De spatel van Neptunus) Mermaid Man and Barnacle Boy V (Meerminman & Mosseljongen 5) Night Light (Nacht licht) |
| 84     | 150              | Break-Thru                       | Gary Mills                                                        | 3                                   | 47b | Can You Spare a Dime? (Heb je wat geld voor me?) |
| 85     | 151              | Break In                         | Harry Lubin                                                       | 9                                   | 185 192b 202a 203b | It Came from Goo Lagoon (Goe Ballen) Pull Up a Barrel (Ga erbij zitten) Food Con Castaways (Eetcongres-breukelingen) Salsa Imbecilicus (Salsa Imbecilicus) |
| 86     | 152              | Breakfast Show [#34.01]          | David Arnold Paul Hart                                            | 5                                   | 83a | Rise and Shine (Uit de veren) |
| 87     | 153              | Bridal Chorus                    | Richard Wagner                                                    | 6, 9                                | 109b 122b 185 196b | The Krabby Kronicle (Het Krabburgerdagblad) Single Cell Anniversary (Eencellig jubileum) It Came from Goo Lagoon (Goe Ballen) Married to Money (Getrouwd met geld) |
| 88     | 154              | Bridgehead & Bridgehead Alt. End | Sam Fonteyn                                                       | 2, 5                                | Bridgehead Alt. End 25a Bridgehead 96 | Wormy (Rupsie) Pest of the West (Sheriff SpongeBuck) |
| 89     | 155              | Bring Back [#18]                 | Lars-Luis Linek                                                   | 1                                   | 15a | Sleepy Time (Bedtijd) |
| 90     | 160              | Bring on the Girls               | Dennis Farnon                                                     | 5                                   | 94b | Mermaid Man vs. SpongeBob (Meerminman tegenover SpongeBob) |
| 91     | 162              | Broadway Dazzle                  | Peter Dennis                                                      | 7                                   | 145a | Buried in Time (Toekomstblik) |
| 92     | 163              | Broken Romance                   | Mike Sunderland                                                   | 4                                   | 62a | The Lost Mattress (Het verloren matras) |
| 93     | 164              | Brushes                          | Martyn David Alan Bell Roger Stephen Dexter                       | 1                                   | 9b | Opposite Day (Andersomdag) |
| 94     | 165              | Bubble Poppin' Boys              | Nicolas Carr Barry Anthony                                        | 5, 6, 7, 9                          | 98 107a 108a 109a 115b 118b 120b 128b 130b 137b 143 148a 183b 184a 198a | What Ever Happened to SpongeBob? (Wat is er gebeurd met spongebob?) Giant Squidward (Octo de reus) Patty Caper (De diefstal) Boating Buddies (Vaarschoolmaatjes) Cephalopod Lodge (De Inktvis-club) Komputer Overload (PC Scheiding) Toy Store of Doom (De verduivelde speelgoedwinkel) Stuck in the Wringer (Door de mangel) Model Sponge (De wc spons) Gary in Love (Gerrit is verliefd) The Great Patty Caper (De op hol geslagen trein) The Masterpiece (Het meesterwerk) Squid Defense (De karatemeester) Jailbreak! (De ontsnapping) Sharks vs. Pods (Haaien tegen inktvissen) |
| 95     | 166              | Buccaneer Overture               | David Arkenstone                                                  | 6, 7, 8, 9                          | 115a 123 124 147a 174a 192b | Grandpappy the Pirate (Opa Roodbaard) Truth or Square (Vast in de vriezer) Hide and Then What Happens? (Verstoppen en dan zien we wel) Treats! (Slaksnoep) Pull Up a Barrel (Ga erbij zitten) |
| 96     | 167              | Bucaneers 5                      | Harry Bluestone Emil Cadkin                                       | 6                                   | 102b 107a | Nautical Novice (Beginneling op zee) Giant Squidward (Octo de reus) |
| 97     | 168              | Buckle Down March                | Sam Spence                                                        | 9                                   | 194b | The Sewers of Bikini Bottom (Het riool van Bikinibroek) |
| 98     | 169              | Buenos Aires (b)                 | Norman Candler                                                    | 1                                   | 5b | Home Sweet Pineapple (Eigen ananas is goud waard) |
| 99     | 170              | Buffalo Girls                    | Martyn Laight                                                     | 3                                   | 58b | Plankton's Army (Planktons leger) |
| 100    | 171              | Buffoonery                       | Van Phillips                                                      | 10                                  | 205a | Whirly Brains |
| 101    | 172              | Buggy Girl                       | David Hamburger John Hunter Jr. Jonathan Slott                    | (Movie)                             | (Movie) | The SpongeBob Movie: Sponge Out of Water |
| 102    | 173              | Build Up                         | Robert Sharples                                                   | 2, (Movie)                          | 33a (Movie) | Shanghaied (Geringeloor) The SpongeBob SquarePants Movie |
| 103    | 174              | Burglar Bill [#7.04]             | Andrew J.J. Hall                                                  | 2                                   | 32b | The Smoking Peanut (Oesterleed) |
| 104    | 175              | Bumbling (b)                     | Bernd Gesell                                                      | 7, 8, 9                             | 151 153a 158b 191a 192a | New Fish in Town (De nieuwe buurman) Love That Squid (Octo en de liefde) Accidents Will Happen (Het bedrijfsongeval) The Googly Artiste (Popogen) Squid Plus One (Octo plus één) Company Picnic (Bedrijfspicknick) |
| 105    | 176              | Busy Finales                     | Marcin Pospieszalski                                              | 8, 9                                | Busy Finale 07 B Maj 157a 158b 182b Busy Finale 07 D Maj 163a | Squidward's School for Grown-Ups (Patrick wordt volwassen) The Googly Artiste (Popogen) Bumper to Bumper (Bumper aan bumper) Mermaid Man Begins (Meerminman en Mosseljongen - Het begin) |
| 106    | 177              | Busy Life                        | Cedric King-Palmer                                                | 5, (2 Shorts), 8                    | 70a 84b (2 Shorts) 168b 177b | Chimps Ahoy (Broodje aap) Boat Smarts (Theorieles) Jellyfishing Safety Tips (Short) Fiasco! (Een fiasco) Move It or Lose It (De petitie) What Else Can a Krabby Patty Do? (Short) |
| 107    | 178              | Busy Schedule                    | Cyril Watters                                                     | 9                                   | 191b 195a | The Executive Treatment (De leidinggevende behandeling) SpongeBob LongPants (Spongebob Longpants) |
| 108    | 179              | Busy Shoppers                    | Len Stevens                                                       | 6                                   | 104a | Not Normal (Niet normaal meer) |
| 109    | 180              | Buzz Twist                       | Eric Spencer                                                      | 6, (Short)                          | 101b (Short) | Krabby Road (Rock-'n-Roll bende) Surfing Dreams (Short) |

## C
| Nummer | Nummers (Totaal) | Titel                   | Uitvoerder (+ Muziekschrijver)                                  | Seizoen                       | Aflevering | Gebruikt in/bij aflevering |
| ------ | ---------------- | ----------------------- | --------------------------------------------------------------- | ----------------------------- | --- | --- |
| 1      | 181              | Caesar's Entry          | Gregor F. Narholz Trevor Jones                                  | 1, 2, 10, (Short)             | Gregor F. Narholz version 2b 19b 23a 39b 211b Trevor Jones version (Short) | Ripped Pants (De gescheurde broek) Neptune's Spatula (De spatel van Neptunus) Big Pink Loser (Grote roze verliezer) The Fry Cook Games (De frituurspelen) Trident Trouble The Outfit (Short) |
| 2      | 182              | Cafe De Paris           | Trevor Jones                                                    | 2                             | 33b | Gary Takes a Bath (Gerrit neemt een bad) |
| 3      | 183              | California Baby (b)     | Jerry Burnham Wayne Cook                                        | 4                             | 70b 75b | Ghost Host (Spook te gast) That's No Lady (Patricia) |
| 4      | 184              | Caliope Carousel        | Roger Roger                                                     | 3, 4, 5                       | 57a 80b 86a | Krabby Land (Krabby Land) The Gift of Gum (De gift van gom) Roller Cowards (Achtbaanhelden) |
| 5      | 185              | Calling All Clowns      | David Lindup                                                    | 3                             | 56b | I Had an Accident (Plein vrees) |
| 6      | 186              | Call the Cops!          | Gary James Crockett Jay Stuart Glover                           | 9                             | 184a | Jailbreak! (De ontsnapping) |
| 7      | 187              | Call to Destiny (a)     | Ron Goodwin                                                     | 1, 2                          | 6a 33a | Mermaid Man and Barnacle Boy (Meerminman & Mosseljongen) Shanghaied (Geringeloor) |
| 8      | 188              | Camilla                 | Nino Nardini                                                    | 4                             | 61a | Fear of a Krabby Patty (Krabburgerfobie) |
| 9      | 189              | Camptown Races          | Stephen Foster Edwina Travis-Chin                               | (Movie)                       | (Movie) | The SpongeBob SquarePants Movie |
| 10     | 190              | Can Can                 | Jacques Offenbach (Origineel) Dick Stephen Walter George Wilson | 3, (Movie)                    | Dick Stephen Walter Version 44a George Wilson Version (Movie) | Nasty Patty (De verschrikkelburger) The SpongeBob SquarePants Movie |
| 11     | 191              | Candy Floss             | Peter Dennis                                                    | 2, 9                          | 30b 197a | I'm Your Biggest Fanatic (Ik ben je grootste fanaticus) Mall Girl Pearl (Parel het winkelmeisje) |
| 12     | 192              | Caped Crusader          | David Farnon                                                    | 1, 2, 3, 4, 5, 10             | 6a 20b 31a 45a 52b 67b 82b 94b 205b | Mermaid Man and Barnacle Boy (Meerminman & Mosseljongen) Mermaid Man and Barnacle Boy II (Meerminman & Mosseljongen 2) Mermaid Man and Barnacle Boy III (Meerminman & Mosseljongen 3) Mermaid Man and Barnacle Boy IV (Meerminman & Mosseljongen 4) Mermaid Man and Barnacle Boy V (Meerminman & Mosseljongen 5) Mermaid Man & Barnacle Boy VI: The Motion Picture (Meerminman & Mosseljongen 6) Night Light (Nacht licht) Mermaid Man vs. SpongeBob (Meerminman tegenover SpongeBob) Mermaid Pants (Meermanpants) |
| 13     | 193              | Captain Lenoe's         | The Folk Players                                                | 1, 2, 3, 4, 5, 6, 7, 8        | 5a 6b 8b 9a 10 12b 17a 19a 24 34a 44a 51 60b 61b 65a 72a 79b 82 85a 89a 91b 93c 94a 97a 100a 103a 116b 120a 123 124 130a 168a | Pizza Delivery (Pizzabezorging) Pickles (Augurken) Squeaky Boots (De piepende laarzen) Nature Pants (KwallenBob) Culture Shock (Cultuurschok) F.U.N. (Plezier) Employee of the Month (Werknemer van de maand) Arrgh! (Arrgh!) Fools in April (1 april) Dying for Pie (De moord voor een cake) Imitation Krabs (Nep Krabs) Welcome to the Chum Bucket (Welkom in de Maatemmer) Nasty Patty (De verschrikkelburger) Party Pooper Pants (SpongeBob's house party) Pranks a Lot (Top of the fops) Shell of a Man (Kruip in de huid van...) Selling Out (De overname) All That Glitters (Het is niet enkel goud dat blinkt) Squid Wood (Mini Octo) The Original Fry Cook (De kok van vroeger) Night Light (Nacht licht) New Digs (Nieuwe woonruimte) The Krusty Sponge (De Krokante spons) Le Big Switch (De grote wisseltruc) Blackjack (BlackJack) Blackened Sponge (Blauwogige spons) 20,000 Patties Under the Sea (20.000 Krabburgers onder zee) Banned in Bikini Bottom (Verbannen in Bikinibroek) Spongicus (Spongicus) To SquarePants or Not to SquarePants (Als je broek maar goed zit) No Hat for Pat (Geen pet voor Pat) Truth or Square (Vast in de vriezer) Greasy Buffoons (Een spannende wedstrijd) Restraining SpongeBob (Straatverbod voor Spongebob) |
| 14     | 194              | Captain Pugwash         | Johnny Pearson                                                  | 5, 6                          | 94b 102b | Mermaid Man vs. SpongeBob (Meerminman tegenover SpongeBob Nautical Novice (Beginneling op zee) |
| 15     | 195              | Carefree and Gay        | Phillip Green Geoff Love Ken Thorne                             | 7, 8                          | 147b 159 | Shellback Shenanigans (Gekke Gerrit) A SquarePants Family Vacation (Het SquarePants familieuitje) |
| 16     | 196              | Carousel Ride           | Derek Holt                                                      | 1, 7                          | 23b 148a 149b | Bubble Buddy (Opblaasmaatje) The Masterpiece (Het meesterwerk) Tunnel of Glove (De Handschoentunnel) |
| 17     | 197              | Cartoon Capers          | Dick Stephen Walter                                             | 4, 5                          | Cartoon Capers (c) 76a Cartoon Capers (b) 82a Cartoon Capers (c) 97a | The Thing (Stinkie) The Original Fry Cook (De kok van vroeger) 20,000 Patties Under the Sea (20.000 Krabburgers onder zee) |
| 18     | 198              | Cartoon Stings          | Nicolas Carr Steve Marston                                      | 5, 6, 7, 8, 9, 10             | (Cartoon Sting 1, 2, 3, 4, 5, 6, 7, 8, 9, 10) 92b 109b 110a 112b 113 114b 115b 116 117a 118 119b 120 121 122 123 124 125 126 127 128a 129 131b 132 133b 134 135b 136a 138b 139a 140a 142b 144a 145a 147a 148a 149a 150b 151 152b 153b 155 156 158 160 161b 163b 164 165 167a 168 169a 170 171 172a 173a 174 176 177 178 179b 180 181b 182a 183 184 185 186 187 188 189 190 191b 192a 193a 194a 195a 196 197b 198b 199 200 201 203 204b 205 207a 208 209 211a | Goo Goo Gas (Het goe-goe gas) The Krabby Kronicle (Het Krabburgerdagblad) The Slumber Party (Het pyjamafeest) Chior Boys (Koorknapen) Krusty Krushers (De Krokante Krakers) The Card (De kaart) Ditchin (Spijbelen) Cephalopod Lodge (De Inktvis-club) Squid's Visit (Octo op bezoek) To SquarePants or Not to SquarePants (Als je broek maar goed zit) Shuffleboarding (Sjoelbakhelden) Pets or Pests (Hondwormen) Komputer Overload (PC Scheiding) Overbooked (Volgeboekt) No Hat for Pat (Geen pet voor Pat) Toy Store of Doom (De verduivelde speelgoedwinkel) Sand Castles in the Sand (Zandkastelen in het zand) Shell Shocked (Oost west, thuis best) Chum Bucket Supreme (Aas is gaas) Single Cell Anniversary (Eencellig jubileum) Truth or Square (Vast in de vriezer) Pineapple Fever (De Storm) Chum Caverns (De Maatgrotten) The Clash of Triton\Neptune's party (Het feest van Neptunus) Tentacle Vision (Tentakelvisie) I Heart Dancing (Dansles) Growth Spout (Groeistuip) Someone's in the Kitchen with Sandy (Een kijkje in de keuken met Sandy) The Inside Job (Van binnenuit) A Pal for Gary (Een vriend voor Gerrit) Yours, Mine, and Mine (Eerlijk zullen we alles delen) Kracked Krabs (Krab krent) Squidwart in Clarinetland (Octo in klarinetland) Spongebob's Last Stand (Op de barricade) The Bad Guy Club for Villains (De boevenclub voor schurken) A Day Without Tears (Een dag zonder tranen) Rodeo Daze (De rodeo) Gramma's Secret Recipe (Oma's geheime recept) The Monster Who Came to Bikini Bottom (Het monster dat Bikini Broek bezocht) Sponge-Cano! (Sponge-kano) That Sinking Feeling (Onder Bikini Broek) Buried in Time (Toekomstblik) Hide and Then What Happens? (Verstoppen en dan zien we wel) The Masterpiece (Het meesterwerk) You Don't Know Sponge (Ken je beste vriend?) The Wreck of the Mauna Loa (De wrak van de Mauna Loa) New Fish in Town (De nieuwe buurman) Love That Squid (Octo en de liefde) Perfect Chemistry (Perfecte Chemie) The Other Patty (De flap burger) A Friendly Game (Hole-in-one) Sentimental Sponge (Sentimentele troep) Frozen Face-Off (Gekijf in de kou) Sweet and Sour Squid (De fan) The Googly Artiste (Popogen) Patrick’s Staycation (Thuis op vakantie) Walking the Plankton (Op Plankton cruise) Mr. Krabs Takes a Vacation (Meneer Krabs neemt vakantie) Plankton's Good Eye (Twee oog Plankton) Barnacle Face (Parel en de eendenmossel) Pet Sitter Pat (Oppas Patrick) House Sittin' for Sandy (SpongeBob past op) Smoothe Jazz at Bikini Bottom (Easy-JAzz-Kikkers in Bikinibroek) The Krabby Patty That Ate Bikini Bottom (De krabburger die Bikinibroek opat) Restraining SpongeBob (Straatverbod voor Spongebob) Fiasco! (Een fiasco) Are You Happy Now? (Mooiste herinnering) Free Samples (Nieuwe krabburgers) Home Sweet Rubble (Bouwval gezocht) Karen 2.0 (Karen 2.0) InSPONGEiac (Slapeloze nachten) face freeze (Strand snuit!) Squiditis (Inktvisziekte) Treats! (Slaksnoep) For Here or to Go (Meenemen of Hier Opeten?) Super Evil Aquatic Villain Team Up is Go (De Bende van Plankton) Chum Fricassee (Visragout) The Good Krabby Name (De goede naam van de Krabburger) Move It or Lose It (De petitie) Hello Bikini Bottom! (Hallo Bikinibroek) Squirrel Record (Het eekhoornrecord) Patrick-Man (De Patrickman) Gary's New Toy (Het balletje van Gerrit) Squid Baby (De inktvis baby) Little Yellow Book (De dagboekcrimineel) Eek, an Urchin! (Aaaah, zee-egel) Squid Defense (De karatemeester) Jailbreak! (De ontsnapping) Evil Spatula (De keukenspetter!) It Came from Goo Lagoon (Goe Ballen) Safe Deposit Krabs (De Bonus) Plankton's Pet (Spot!) Don't Look Now (Niet Kijken!) Séance Shméance (Rusty Rikkens) Kenny the Cat (Kenny de Kat) Yeti Krabs (De Yeti-krab) SpongeBob You're Fired (SpongeBob vliegt de laan uit) Lost in Bikini Bottom (Verdwaald in Bikinibroek) Tutor Sauce (Leraar Saus) The Executive Treatment (De leidinggevende behandeling) Company Picnic (Bedrijfspicknick) Sanctuary! (Opvangcentrum!) Patrick! The Game (Patrick! Het spel) SpongeBob LongPants (Spongebob Longpants) The Fish Bowl (De vissenkom) Married to Money (Getrouwd met geld) Two Thumbs Down (Twee duimen omlaag) CopyBob DittoPants (IdemBob DitoPants) Sold! (Verkocht!) Lame and Fortune (Stom en rijkdom) Goodbye, Krabby Patty? (Vaarwel Krabburger?) Sandy's Nutmare (De nootmerrie van Sandy) Bulletin Board (Bulletinbord) Pineapple Invasion (Ananas invasie) Salsa Imbecilicus (Salsa Imbecilicus) The Whole Tooth Whirly Brains (Wokkelbrein) Mermaid Pants (Meermanpants) Mimic Madness Snooze You Lose (Slapend verliezen) Krusty Katering SpongeBob's Place (SpongeBob's Place) Plankton Gets the Boot (Plankton krijgt de bons) Plankton Retires |
| 19     | 199              | Castle Life             | Maurice De Courpalay                                            | 6                             | 112a | Porous Pockets (Gat in de hand) |
| 20     | 200              | Casualties of Love (b)  | Mladen Franko                                                   | 1, 3                          | 12b 48a | Employee of the Month (Werknemer van de maand) No Weenies Allowed (Niet voor doetjes) |
| 21     | 201              | Catwalk                 | Kenny Graham                                                    | 2                             | 27b | Life of Crime (Gezochte criminelen) |
| 22     | 202              | Celebrations            | Jan Rap                                                         | 4                             | 63 | Have You Seen This Snail? (Heeft u deze slak gezien?) |
| 23     | 203              | Cellar Search           | Philippe Pares                                                  | 4, 5, 6, 7, 8, 9              | 67b 73b 74a 82b 83b 89a 90b 91a Atlantis SquarePantis (92) 96 108a 115b 117a 125b 131b 137 149b 162 174a 186 | Enemy In-Law (Aangetrouwde vijand) Once Bitten (De gekke slakkenziekte) Bummer Vacation (Mislukte vakantie) Night Light (Nacht licht) Waiting (Wachten) The Krusty Sponge (De Krokante spons) The Donut of Shame (De donut) Goo Goo Gas (Het goe-goe gas) Atlantis SquarePantis Pest of the West (Sheriff SpongeBuck) Patty Caper (De diefstal) Cephalopod Lodge (De Inktvis-club) Shuffleboarding (Sjoelbakhelden) Chum Caverns (De Maatgrotten) A Pal for Gary (Een vriend voor Gerrit) One Coarse Meal (Trek in Plankton) Gary in Love (Gerrit is verliefd) Tunnel of Glove (De Handschoentunnel) Ghoul Fools (Spookachtig Gestoord) Treats! (Slaksnoep) Safe Deposit Krabs (De Bonus) Plankton's Pet (Spot!) |
| 24     | 204              | Cello Link (a)          | Dick Stephen Walter                                             | 1                             | 13b | I Was a Teenage Gary (Slakkenleed) |
| 25     | 205              | Celtic Lands            | David Farnon                                                    | 6                             | 114b | Dear Vikings (Vikingmaat) |
| 26     | 206              | Cha Cha Del Sol         | David Lindup                                                    | 7                             | 131a | Keep Bikini Bottom Beautiful (Houd Bikini Broek schoon!) |
| 27     | 207              | Cha Cha Nova            | Gerhard Narholz                                                 | 1, 2, 3, 10                   | 12a 32a 36b 44a 206a | The Chaperone (De chaperonne) Pressure (Druk) Krusty Love (Krokante liefde) Nasty Patty (De verschrikkelburger) Unreal Estate |
| 28     | 208              | Champagne Music         | ?                                                               | 8, 10                         | 176a 211a | Super Evil Aquatic Villain Team Up is Go! (De Bende van Plankton) Plankton Retires |
| 29     | 209              | Charge                  | Will Schaefer Nicolas Carr                                      | 1, 3, 5, 6, 9, 10             | 1c (Will Schaefer) 55a 85b (Nicolas Carr) 103a 123 124 126 179b 206b | Tea at the Treedome (Op de thee bij Sandy) The Great Snail Race (De grote slakkenrace) Krabs à la Mode (De thermostaat) Spongicus (Spongicus) Truth or Square (Vast in de vriezer) The Clash of Triton (Het feest van Neptunus) Squirrel Record (Het eekhoornrecord) Code Yellow |
| 30     | 210              | Chariot Race            | Helmuth Brandenburg                                             | 4, 6                          | 66 103a | Dunces and Dragons (Ridder SpongeBob en de draak) Spongicus (Spongicus) |
| 31     | 211              | Charivari Clowns (a)    | Daniel Janin                                                    | 7, 8, 10                      | 129b 160a 183b 206b 209a | The Inside Job (Van binnenuit) Patrick's Staycation (Thuis op vakantie) Squid Defense (De karatemeester) Code Yellow SpongeBob's Place |
| 32     | 212              | Charm.Wwinds 42 D#Maj   | Marcin Pospieszalski                                            | 8                             | 163a | Mermaid Man Begins (Meerminman en Mosseljongen - Het begin) |
| 33     | 213              | Chase Me Chester        | ?                                                               | 5                             | 81 | Friend or Foe (Vriend of vijand) |
| 34     | 214              | Chase That Car          | Laurie Johnson                                                  | 1, 3, 5                       | 10b 45b 98 | F.U.N. (Plezier) Doing Time (Zitten) What Ever Happened to SpongeBob? (Wat is er gebeurd met spongebob?) |
| 35     | 215              | Chasey Racy             | Norman Dane                                                     | 6, 8, 9                       | 108a 122 153b 172b 180a | Patty Caper (De diefstal) Chum Bucket Supreme (Aas is gaas) Single Cell Anniversary (Eencellig jubileum) The Other Patty (De flap burger) Glove World R.I.P. (Handschoenland rust in vrede) Patrick-Man! (De Patrickman) |
| 36     | 216              | Chief Taravana          | Kapono Beamer                                                   | 1, 2, 3, 4, 5, 6, 7           | 7b 9b 11a 12a 22a 24a 33b 37a 43b 46b 52b 56b 68a 77b 83c 112a 121a 135a 145a | Jellyfish Jam (Kwallenfeest) Opposite Day (Andersomdag) MuscleBob BuffPants (SpongeBob Spierbundel) The Chaperone (De chaperonne) Something Smells (Daar zit een luchtje aan) Dying for Pie (De moord voor een cake) Gary Takes a Bath (Gerrit neemt een bad) Procrastination (Uitstel) The Bully (Een pak slaag) One Krabs Trash (Troep van Krabs) Mermaid Man and Barnacle Boy V (Meerminman & Mosseljongen 5) I Had an Accident (Plein vrees) Patrick SmartPants (Patrick betweter) Rule of Dumb (Koning domheid) Rise and Shine (Uit de veren) Fungus Among Us (De jeuk) Porous Pockets (Gat in de hand) Sand Castles in the Sand (Zandkastelen in het zand) Back to the Past (Terug in het verleden) Buried in Time (Toekomstblik) |
| 37     | 217              | Children 2              | Dave Hewson                                                     | 2                             | 25a | Wormy (Rupsie) |
| 38     | 218              | Chill Out               | The Surfdusters                                                 | 1, 5                          | 3b 18b 93c | Plankton! (Plankton!) Walking Small (Kleintje) Blackjack (BlackJack) |
| 39     | 219              | Chinese Mystery         | Nino Nardini                                                    | 6, 7                          | 104b 116a 142b | Gone (Foetsie) Squid's Visit (Octo op bezoek) Sponge-Cano! (Sponge-kano) |
| 40     | 220              | Chinese Past 2          | Yew Phoon                                                       | 1                             | 6b | Pickles (Augurken) |
| 41     | 221              | Chorus Line [#13]       | Harry Bluestone Emil Cadkin                                     | 7                             | 138a | The Play's the Thing (Het Drama) |
| 42     | 222              | Christmas Fantasy       | Gregor F. Narholz                                               | 6                             | 123 124 | Truth or Square (Vast in de vriezer) |
| 43     | 223              | Christmas Party         | David Snell                                                     | 2                             | 28 | Christmas Who? (Kerstmis wie?) |
| 44     | 224              | Christmas Morning       | David Snell                                                     | 2                             | 28 | Christmas Who? (Kerstmis wie?) |
| 45     | 225              | Chum Bucket Rhumba      | Sage Guyton Jeremy Wakefield                                    | 5, 6, 7, 10                   | 95b 121b 122a 127b 149b 209b | To Save a Squirrel (Eten of gegeten worden) Shell Shocked (Oost west, thuis best) Chum Bucket Supreme (Aas is gaas) I Heart Dancing (Dansles) Tunnel of Glove (De Handschoentunnel) Plankton Gets the Boot (Plankton krijgt de bons) |
| 46     | 226              | Cieszyn Polka           | Wladyslaw Raczkowski                                            | 1                             | 14b | Karate Choppers (Broodje Karate) |
| 47     | 227              | Cinema Screen 3         | Brian Fahey                                                     | 8, 9                          | 153a 187a | Accidents Will Happen (Het bedrijfsongeval) Don't Look Now (Niet Kijken!) |
| 48     | 228              | Cinnamon Stick          | Frank Sterling                                                  | 6                             | 104a | Not Normal (Niet normaal meer) |
| 49     | 229              | Circus Maximus          | Jean-Pierre Fouquey                                             | 6                             | 126 (Short) | The Clash of Triton (Het feest van Neptunus) The Story of King Neptune (Short) |
| 50     | 230              | Circus Overture         | Daniel Janin                                                    | 2, 6, 7                       | 32b 122a 148a | The Smoking Peanut (Oesterleed) Chum Bucket Supreme (Aas is gaas) The Masterpiece (Het meesterwerk) |
| 51     | 231              | Circus Parade           | Dick Stephen Walter                                             | 6, 7, 8, 9, 10                | Circus Parade (a & b) 123 124 130a 144b 152b 158b 177b 189 203a 208b | Truth or Square (Vast in de vriezer) Greasy Buffoons (Een spannende wedstrijd) Karate Star (Karate ster) Perfect Chemistry (Perfecte Chemie) The Googly Artiste (Popogen) Move It or Lose It (De petitie) SpongeBob You're Fired (SpongeBob vliegt de laan uit) Pineapple Invasion (Ananas invasie) Krusty Katering |
| 52     | 232              | City Bustle             | Larry Hochman                                                   | 8, 9                          | 176b 191a | Chum Fricassee (Visragout) Squid Plus One (Octo plus één) |
| 53     | 233              | City Dash               | Harry Lubin                                                     | 7, 8                          | 146a 177a | The Abrasive Side (De ruwe kant) The Good Krabby Name (De goede naam van de Krabburger) |
| 54     | 234              | City Desk               | Roland Hanmer                                                   | 3, 6                          | 44b 109b | Idiot Box (De idiotendoos) The Krabby Kronicle (Het Krabburgerdagblad) |
| 55     | 235              | City Heat               | Gerhard Trede                                                   | 4, 5                          | 78b 80b 93a | Best Frenemies (Vriend en vijand) The Gift of Gum (De gift van gom) Picture Day (Kijk eens naar het vogeltje) |
| 56     | 236              | City Links              | Peter Dennis                                                    | 9                             | 201b | Bulletin Board (Bulletinbord) |
| 57     | 237              | City Swell              | Harry Lubin                                                     | 6                             | 123 124 | Truth or Square (Vast in de vriezer) |
| 58     | 238              | Clarion Call            | Eric Winstone                                                   | 5                             | 81 | Friend or Foe (Vriend of vijand) |
| 59     | 239              | Class.Finale 04 C Maj 1 | Marcin Pospieszalski                                            | (Short)                       | (Short) | More Feeling (Short) |
| 60     | 240              | Classic Soap            | Dieter Reith                                                    | 4, 5, 6, 7, 8                 | Classic Soap 14 Classic Soap 1 (a) 62a 77b 99a 126 148a 173b | The Lost Mattress (Het verloren matras) Rule of Dumb (Koning domheid) The Two Faces of Squidward (De 2 gezichten van Octo) The Clash of Triton (Het feest van Neptunus) The Masterpiece (Het meesterwerk) Demolition Doofus (De Crashrally) |
| 61     | 241              | Classy Harpsichord      | Nicolas Carr                                                    | 4, 5                          | 77b 86b | Rule of Dumb (Koning domheid) Bucket Sweet Bucket (De renovatie van de Maatemmer) |
| 62     | 242              | Clear as Daylight       | Gerhard Trede                                                   | 2                             | 36b | Krusty Love (Krokante liefde) |
| 63     | 243              | Climb to Altitude       | Robert Sharples                                                 | 6, 9                          | 110a 122b 179b 190a 191a | The Slumber Party (Het pyjamafeest) Single Cell Anniversary (Eencellig jubileum) Squirrel Record (Het eekhoornrecord) Lost in Bikini Bottom (Verdwaald in Bikinibroek) Squid Plus One (Octo plus één) |
| 64     | 244              | Cloak and Dagger        | Phillip Green                                                   | 7, 8, 9                       | Cloak and Dagger [#69] Cloak and Dagger [#70] 139b 142a 143 146a 154a 156 164b 165a 168b 170a 177b 178 183b 184a 203b | The Cent of Money (De geur van geld) Trenchbillies (Diepzeeboefjes) The Great Patty Caper (De op hol geslagen trein) The Abrasive Side (De ruwe kant) Drive Thru (The Krab drive) Frozen Face-Off (Gekijf in de kou) Pet Sitter Pat (Oppas Patrick) House Sittin' for Sandy (SpongeBob past op) Fiasco! (Een fiasco) Free Samples (Nieuwe krabburgers) Move It or Lose It (De petitie) Hello Bikini Bottom! (Hallo Bikinibroek) Squid Defense (De karatemeester) Jailbreak! (De ontsnapping) Salsa Imbecilicus (Salsa Imbecilicus) |
| 65     | 245              | Closing the Door        | Nicolas Carr                                                    | 4, 5, 6, 7, 8, 9              | 63 71b 79a 86b 92b 94b 96 98 111 122a 123 124 137a 142a 143 156 173b 196b | Have You Seen This Snail? (Heeft u deze slak gezien?) Karate Island (Karate eiland) The Pink Purloiner (De roze kruiper) Bucket Sweet Bucket (De renovatie van de Maatemmer) Goo Goo Gas (Het goe-goe gas) Mermaid Man vs. SpongeBob (Meerminman tegenover SpongeBob) Pest of the West (Sheriff SpongeBuck) What Ever Happened to SpongeBob? (Wat is er gebeurd met spongebob?) SpongeBob SquarePants vs. The Big One (Het geheim van Kahuna Laguna) Chum Bucket Supreme (Aas is gaas) Truth or Square (Vast in de vriezer) One Coarse Meal (Trek in Plankton) Trenchbillies (Diepzeeboefjes) The Great Patty Caper (De op hol geslagen trein) Frozen Face-Off (Gekijf in de kou) Demolition Doofus (De Crashrally) Married to Money (Getrouwd met geld) |
| 66     | 246              | Clowning Around         | Barry Anthony                                                   | 8, 9, 10                      | 158a 163b 164b 167a 171b 176a 178 180a 186 188b 201b 203b 209a | Sweet and Sour Squid (De fan) Plankton's Good Eye (Twee oog Plankton) Pet Sitter Pat (Oppas Patrick) The Krabby Patty That Ate Bikini Bottom (De krabburger die Bikinibroek opat) InSPONGEiac (Slapeloze nachten) Super Evil Aquatic Villain Team Up is Go! (De Bende van Plankton) Hello Bikini Bottom! (Hallo Bikinibroek) Patrick-Man! (De Patrickman) Safe Deposit Krabs (De Bonus) Plankton's Pet (Spot!) Yeti Krabs (De Yeti-krab) Bulletin Board (Bulletinbord) Salsa Imbecilicus (Salsa Imbecilicus) SpongeBob's Place (SpongeBob's Place) |
| 67     | 247              | Clownfish Capers        | Sage Guyton Jeremy Wakefield                                    | 4, 5, 6, 7, 8, 9, 10          | 71b 73a 74b 76a 81 83a 84a 86 95b 101b 103b 105b 108a 112a 117a 119b 125a 129a 130a 131b 145 146a 147b 159 164a 174b 178 180a 198b 205a 207a 211b | Karate Island (Karate eiland) New Leaf (Een nieuwe weg) Wigstruck (Als door een pruik getroffen) The Thing (Stinkie) Friend or Foe (Vriend of vijand) Rise and Shine (Uit de veren) Spy Buddies (SpiongeBob) Roller Cowards (Achtbaanhelden) Bucket Sweet Bucket (De renovatie van de Maatemmer) To Save a Squirrel (Eten of gegeten worden) Krabby Road (Rock-'n-Roll bende) Suction Cup Symphony (De symfonie in au majeur) Slide Whistle Stooges (Glij fluiten) Patty Caper (De diefstal) Porous Pockets (Gat in de hand) Shuffleboarding (Sjoelbakhelden) Overbooked (Volgeboekt) Pineapple Fever (De Storm) Someone's in the Kitchen with Sandy (Een kijkje in de keuken met Sandy) Greasy Buffoons (Een spannende wedstrijd) A Pal for Gary (Een vriend voor Gerrit) Buried in Time (Toekomstblik) Enchanted Tiki Dreams (Octo's tiki land) The Abrasive Side (De ruwe kant) Shellback Shenanigans (Gekke Gerrit) A SquarePants Family Vacation (Het SquarePants familieuitje) Barnacle Face (Parel en de eendenmossel) For Here or to Go (Meenemen of Hier Opeten?) Hello Bikini Bottom! (Hallo Bikinibroek) Patrick-Man! (De Patrickman) CopyBob DittoPants (IdemBob DitoPants) Whirly Brains (Wokkelbrein) Mimic Madness Trident Trouble |
| 68     | 248              | Clumsy                  | Bernd Gesell                                                    | 7, 8, 9                       | Clumsy (a & c) 140a 141b 152 153a 154a 157b 158b 161b 164a 167a 179b 197a | The Monster Who Came to Bikini Bottom (Het monster dat Bikini Broek bezocht) The Main Drain (De hoofdafvoer) Big Sister Sam (Grote zus Sam) Perfect Chemistry (Perfecte Chemie) Accidents Will Happen (Het bedrijfsongeval) Drive Thru (The Krab drive) Oral Report (De spreekbeurt) The Googly Artiste (Popogen) Mr. Krabs Takes a Vacation (Meneer Krabs neemt vakantie) Barnacle Face (Parel en de eendenmossel) The Krabby Patty That Ate Bikini Bottom (De krabburger die Bikinibroek opat) Squirrel Record (Het eekhoornrecord) Mall Girl Pearl (Parel het winkelmeisje) |
| 69     | 249              | Clusters                | Otto Sieben                                                     | 1                             | 8a | Sandy's Rocket (Raket naar de maan) |
| 70     | 250              | Cockney Capers          | Ray Davies                                                      | 6, 7, 9                       | 105a 116a 123 124 132b 196a 197a | The Splinter (De splinter) Squid's Visit (Octo op bezoek) Truth or Square (Vast in de vriezer) Kracked Krabs (Krab krent) The Fish Bowl (De vissenkom) Mall Girl Pearl (Parel het winkelmeisje) |
| 71     | 251              | Cockney Capers 1.3      | Ray Davies                                                      | 6, 7                          | 123 124 139b | Truth or Square (Vast in de vriezer) The Cent of Money (De geur van geld) |
| 72     | 252              | Cocksure Capers         | Phillip Green                                                   | 7, 8, 9                       | 129a 130b 132b 138b 139a 143 153b 154a 167b 168a 180b 201b | Someone's in the Kitchen with Sandy (Een kijkje in de keuken met Sandy) Model Sponge (De wc spons) Kracked Krabs (Krab krent) Rodeo Daze (De rodeo) Gramma's Secret Recipe (Oma's geheime recept) The Great Patty Caper (De op hol geslagen trein) The Other Patty (De flap burger) Drive Thru (The Krab drive) Bubble Buddy Returns (Glimmy Bubble) Restraining SpongeBob (Straatverbod voor Spongebob) Gary's New Toy (Het balletje van Gerrit) Bulletin Board (Bulletinbord) |
| 73     | 253              | Cocktail Lounge         | Dick Stephen Walter                                             | 1, 2, 3, 4, 6                 | 1c 36b 41a 52a 67a 75b 102a | Tea at the Treedome (Op de thee bij Sandy) Krusty Love (Krokante liefde) The Algae's Always Greener (Hoe het is om meneer Krabs te zijn) Chocolate with Nuts (Chocola met noten) Enemy In-Law (Aangetrouwde vijand) That's No Lady (Patricia) Penny Foolish (Gelddorst) |
| 74     | 254              | Co Co Baby (a)          | Gil Flat                                                        | 3, 7                          | 57b 133a | The Camping Episode (Het kampeerverhaal) The Curse of Bikini Bottom (De vloek van Bikini Broek) |
| 75     | 255              | Coconut Cocktail        | Lionel Wendling                                                 | 7                             | 132a | Yours, Mine and Mine (Eerlijk zullen we alles delen) |
| 76     | 256              | Coconut Cream Pie       | Nicolas Carr Sage Guyton Jeremy Wakefield                       | 7, 8, 9, 10                   | 136a 151a 152a 158b 164b 181b 182a 193b 210a | A Day Without Tears (Een dag zonder tranen) New Fish in Town (De nieuwe buurman) Big Sister Sam (Grote zus Sam) The Googly Artiste (Popogen) Pet Sitter Pat (Oppas Patrick) Squid Baby (De inktvis baby) Little Yellow Book (De dagboekcrimineel) What's Eating Patrick? (Wat eet Patrick op?) Life Insurance (Levensverzekering) |
| 77     | 257              | Code Dead End           | Gregor F. Narholz                                               | 2, 5                          | 25a 90b | Wormy (Rupsie) The Donut of Shame (De donut) |
| 78     | 258              | Coffee Bar              | Peter Yorke                                                     | 8, 10                         | 174a 206a | Treats! (Slaksnoep) Unreal Estate |
| 79     | 259              | Cold Fear               | Dick Stephen Walter                                             | 1, 2                          | 5a 29b | Pizza Delivery (Pizzabezorging) Dumped (Gedumpt) |
| 80     | 260              | Cold Sweat              | John Scott                                                      | 2, 3, 6, 9                    | 24b 56a 108a 196b | Imitation Krabs (Nep Krabs) Born Again Krabs (De wedergeboorte van meneer Krabs) Patty Caper (De diefstal) Married to Money (Getrouwd met geld) |
| 81     | 261              | Comic Capers (b)        | Charlie Brissette Norman Mamey                                  | 6, 7, 8                       | 105a 108b 110a 112b 123 124 149b 152a 162 166a | The Splinter (De splinter) Plankton's Regular (De vaste klant) The Slumber Party (Het pyjamafeest) Choir Boys (Koorknapen) Truth or Square (Vast in de vriezer) Tunnel of Glove (De Handschoentunnel) Big Sister Sam (Grote zus Sam) Ghoul Fools (Spookachtig Gestoord) Bubble Troubles (Zuurstof bubbels) |
| 82     | 262              | Comic Cues [#25]        | Harry Bluestone Emil Cadkin                                     | 4                             | 63 | Have You Seen This Snail? (Heeft u deze slak gezien?) |
| 83     | 263              | Comic Tension (a)       | Dick Stephen Walter                                             | 4, 5                          | 64a 65b 73b 85a 93a | Skill Crane (De grijpbak) Funny Pants (De lachklier) Once Bitten (De gekke slakkenziekte) New Digs (Nieuwe woonruimte) Picture Day (Kijk eens naar het vogeltje) |
| 84     | 264              | Comic Walk              | Sidney Torch Nicolas Carr                                       | 2, 3, 4, 5, 6, 7, 8, 9, 10    | (Sidney Torch Version) (Nicolas Carr Version) 26b 30b 31a 34b 35b 36b 38b 42 43a 44 45a 46a 48b 52a 60b 62a 63 64 65b 67a 69a 70b 72 73b 76a 79b 80b 81 82b 83b 84c 86b 87 88c 91 95b 98 101 103b 104a 105a 112 113a 114a 115b 116 118b 119 122a 125a 127 128a 129a 130a 134 141b 145a 146 151b 176b 189 205b 206a | Squidville (Octostad) I'm Your Biggest Fanatic (Ik ben je grootste fanaticus) Mermaid Man and Barnacle Boy III (Meerminman & Mosseljongen 3) Frankendoodle (Frankenkrabbel) Band Geeks (Band sukkels) Krusty Love (Krokante liefde) Artist Unknown (Maker onbekend) Club SpongeBob (De magische schelp) My Pretty Seahorse (Mysterie) Just One Bite (Octo is om) Nasty Patty (De verschrikkelburger) Idiot Box (De idiotendoos) Mermaid Man and Barnacle Boy IV (Meerminman & Mosseljongen 4) Snowball Effect (Sneeuwballeneffect) Squilliam Returns (Het vijfsterrenrestaurant) Chocolate with Nuts (Chocola met noten) Pranks a Lot (Top of the fops) The Lost Mattress (Het verloren matras) Have You Seen This Snail?/Where's Gary? (Heeft u deze slak gezien?) Skill Crane (De grijpbak) Good Neighbors (Goede buren) Funny Pants (De lachklier) Enemy In-Law (Aangetrouwde vijand) Krusty Towers (Krokante Toren) Ghost Host (Spook te gast) All That Glitters (Het is niet enkel goud dat blinkt) Wishing You Well (Doe een wens) Once Bitten (De gekke slakkenziekte) The Thing (Stinkie) Squid Wood (Mini Octo) The Gift of Gum (De gift van gom) Friend or Foe? (Vriend of vijand) Night Light (Nacht licht) Waiting (Wachten) Good Ol’ Whatisthisname (Meneer Gaatjenietsaan) Bucket Sweet Bucket (De renovatie van de Maatemmer) To Love a Patty (Allerliefste Krabby) Breath of Fresh Squidward (De nieuwe Octo) Slimy Dancing (Kramp!) Goo Goo Gas (Het goe-goe gas) Le Big Switch (De grote wisseltruc) To Save a Squirrel (Eten of gegeten worden) What Ever Happened to SpongeBob? (Wat is er gebeurd met spongebob?) House Fancy (Tv Show Huis en Haard) Krabby Road (Rock-'n-Roll bende) Suction Cup Symphony (De symfonie in au majeur) Not Normal (Niet normaal meer) The Splinter (De splinter) Porous Pockets (Gat in de hand) Chior Boys (Koorknapen) Krusty Krushers (De Krokante Krakers) Dear Vikings (Vikingmaat) Cephalopod Lodge (De Inktvis-club) Squid's Visit (Octo op bezoek) To SquarePants or Not to SquarePants (Als je broek maar goed zit) Komputer Overload (PC Scheiding) Gullible Pants (Goedgelovige Spongebob) Overbooked (Volgeboekt) Chum Bucket Supreme (Aas is gaas) Pineapple Fever (De Storm) Tentacle Vision (Tentakelvisie) I Heart Dancing (Dansles) Growth Spout (Groeistuip) Someone's in the Kitchen with Sandy (Een kijkje in de keuken met Sandy) Greasy Buffoons (Een spannende wedstrijd) Spongebob's Last Stand (Op de barricade) The Main Drain (De hoofdafvoer) Buried in Time (Toekomstblik) The Abrasive Side (De ruwe kant) Earworm (De oorwurm) Love That Squid (Octo en de liefde) Chum Fricassee (Visragout) SpongeBob You're Fired (SpongeBob vliegt de laan uit) Mermaid Pants (Meermanpants) Unreal Estate |
| 85     | 265              | Command Posts           | Harry Bluestone Emil Cadkin                                     | 4, 5, 6, 7,                   | (Command Post 1 & 2) 74a 83c 126 134 148b | Bummer Vacation (Mislukte vakantie) Fungus Among Us (De jeuk) The Clash of Triton (Het feest van Neptunus) SpongeBob's Last Stand (Op de barricade) Whelk Attack (Daar komen de slakken) |
| 86     | 266              | Conga [#61]             | Sammy Burdson                                                   | 2                             | 22b | Bossy Boots (Dochter de baas) |
| 87     | 267              | Conga Real              | Ronnie Hazzlehurst                                              | 1                             | 5a | Pizza Delivery (Pizzabezorging) |
| 88     | 268              | Constant Menace         | John Fox                                                        | 1                             | 11a | MuscleBob BuffPants (SpongeBob Spierbundel) |
| 89     | 269              | Cosmos Adventure 1      | John Fox                                                        | 5, 7, 8                       | 97a 152b 153b 159 161a | 20,000 Patties Under the Sea (20.000 Krabburgers onder zee) Perfect Chemistry (Perfecte Chemie) The Other Patty (De flap burger) A SquarePants Family Vacation (Het SquarePants familieuitje) Mooncation (Vakantie op de maan) |
| 90     | 270              | Country Girl [#30]      | Martyn Laight Beth Ann Clayton                                  | 3                             | 56b | I Had an Accident (Plein vrees) |
| 91     | 271              | Courting Clarinets      | Stefan Maciejewski                                              | 1                             | 19a | Fools in April (1 april) |
| 92     | 272              | Cravin' the Big Wave    | Tom Hedden Vince Caputo David Robidoux                          | 1                             | 18b | Walking Small (Kleintje) |
| 93     | 273              | Crazy Mind              | Harry Lubin                                                     | 7, 8, 9                       | 147b 153a 159 160a 167b 171b 173b 185 193a 197b 201b | Shellback Shenanigans (Gekke Gerrit) Accidents Will Happen (Het bedrijfsongeval) A SquarePants Family Vacation (Het SquarePants familieuitje) Patrick’s Staycation (Thuis op vakantie) Bubble Buddy Returns (Glimmy Bubble) InSPONGEiac (Slapeloze nachten) Demolition Doofus (De Crashrally) It Came from Goo Lagoon (Goe Ballen) Sanctuary! (Opvangcentrum!) Two Thumbs Down (Twee duimen omlaag) Bulletin Board (Bulletinbord) |
| 94     | 274              | Cream Pie               | Sage Guyton Jeremy Wakefield                                    | 1, 2, 3, 4, 5, 6, 7, 8, 9, 10 | 4b 8b 13b 23a 52a 60a 69a 71a 75a 80b 85a 86a 95a 101a 104 106a 114b 117b 120 122a 130b 144a 146a 164a 166a 184b 189 196a 202b 207b 208a | Boating School (Vaarschool) Squeaky Boots (De piepende laarzen) I Was a Teenage Gary (Slakkenleed) Big Pink Loser (Grote roze verliezer) Chocolate with Nuts (Chocola met noten) SpongeBob Meets the Strangler (SpongeBob en de wurger) Krusty Towers (Krokante Toren) Whale of a Birthday (Een kanon van een verjaardag) Squidtastic Voyage (De operatie) The Gift of Gum (De gift van gom) New Digs (Nieuwe woonruimte) Roller Cowards (Achtbaanhelden) The Inmates of Summer (Zon-zon eiland) House Fancy (Tv Show Huis en Haard) Not Normal (Niet normaal meer) Gone (Foetsie) A Life in a Day (Leven als Leendert) Ditchin (Spijbelen) Professor Squidward (Professor Octo) No Hat for Pat (Geen pet voor Pat) Toy Store of Doom (De verduivelde speelgoedwinkel) Chum Bucket Supreme (Aas is gaas) Model Sponge (De wc spons) That Sinking Feeling (Onder Bikini Broek) The Abrasive Side (De ruwe kant) Barnacle Face (Parel en de eendenmossel) Bubble Troubles (Zuurstof bubbels) Evil Spatula (De keukenspetter!) SpongeBob You're Fired (SpongeBob vliegt de laan uit) The Fish Bowl (De vissenkom) Snail Mail House Worming (House Worming) Snooze You Lose (Slapend verliezen) |
| 95     | 275              | Creatures in the Closet | Cris Velasco                                                    | 7                             | 135a | Back to the Past (Terug in het verleden) |
| 96     | 276              | Creeping Up 29          | Harry Bluestone Emil Cadkin                                     | 8, 9, 10                      | 170a 177b 180b 183a 185 187a 190a 192a 198b 199b 202a 207a | Free Samples (Nieuwe krabburgers) Move It or Lose It (De petitie) Gary's New Toy (Het balletje van Gerrit) Eek, an Urchin! (Aaaah, zee-egel) It Came from Goo Lagoon (Goe Ballen) Don't Look Now (Niet Kijken!) Lost in Bikini Bottom (Verdwaald in Bikinibroek) Company Picnic (Bedrijfspicknick) CopyBob DittoPants (IdemBob DitoPants) Lame and Fortune (Stom en rijkdom) Food Con Castaways (Eetcongres-breukelingen) Mimic Madness |
| 97     | 277              | Crepe Suzette           | Cyril Watters                                                   | 3                             | 50b | Krusty Krab Trainings Video (De Krokante Krab trainingsvideo) |
| 98     | 278              | Crescendo Fins          | Marcin Pospieszalski                                            | 4, 5, 7, 8                    | Crescendo Fin 10 A Crescendo Fin 10 C Crescendo Fin 10 F# 71b 98 135a 137a 139a 156 158a | Karate Island (Karate eiland) What Ever Happened to SpongeBob? (Wat is er gebeurd met spongebob?) Back to the Past (Terug in het verleden) One Coarse Meal (Trek in Plankton) Gramma's Secret Recipe (Oma's geheime recept) Frozen Face-Off (Gekijf in de kou) Sweet and Sour Squid (De fan) |
| 99     | 279              | Cres. Trm + Hits        | Marcin Pospieszalski                                            | 7                             | Cres. Trm + Hit 11 A Min Cres. Trm + Hit 11 A Min / F#Min Cres. Trm + Hit 11 C Min / D#Min / F#Min / A Min 135a | Back to the Past (Terug in het verleden) |
| 100    | 280              | Crime Capers            | Carlo Giacco                                                    | 9                             | 185 204a | It Came from Goo Lagoon (Goe Ballen) Mutiny on the Krusty (Krokante muiterij) |
| 101    | 281              | Crime Squad             | John Cameron                                                    | 4, 5, 7                       | 71b 80b 88c 129a 135a | Karate Island (Karate eiland) The Gift of Gum (De gift van gom) Slimy Dancing (Kramp!) Someone's in the Kitchen with Sandy (Een kijkje in de keuken met Sandy) Back to the Past (Terug in het verleden) |
| 102    | 282              | Crime & Danger Sign #3  | Hans Conzelmann Delle Haensch                                   | 6, 7, 8                       | 104b 122b 135b 137a 140a 161b 163a 168b 176a | Gone (Foetsie) Single Cell Anniversary (Eencellig jubileum) The Bad Guy Club for Villains (De boevenclub voor schurken) One Coarse Meal (Trek in Plankton) The Monster Who Came to Bikini Bottom (Het monster dat Bikini Broek bezocht) Mr. Krabs Takes a Vacation (Meneer Krabs neemt vakantie) Mermaid Man Begins (Meerminman en Mosseljongen - Het begin) Fiasco! (Een fiasco) Super Evil Aquatic Villain Team Up is Go (De Bende van Plankton) |
| 103    | 283              | Crime Doesn't Pay       | Jack Beaver                                                     | 5                             | 81 | Friend or Foe (Vriend of vijand) |
| 104    | 284              | Crime International     | Graham De Wilde                                                 | (Movie)                       | (Movie) | The SpongeBob SquarePants Movie |
| 105    | 285              | Crime Link              | ?                                                               | 4                             | 64a | Skill Crane (De grijpbak) |
| 106    | 286              | Crime Time              | Gerhard Trede                                                   | 3                             | Crime Time 2 Crime Time 3 49a | Krab Borg (Krab Borg) |
| 107    | 287              | Cristallisation         | Vladimir Cosma                                                  | 8                             | 168b 169a | Fiasco! (Een fiasco) Are You Happy Now? (Mooiste herinnering) |
| 108    | 288              | Croc Bait               | Steve Belfer                                                    | 8                             | 166a | Bubble Troubles (Zuurstof bubbels) |
| 109    | 289              | Crocodile Tears (a)     | David Bell Otto Sieben                                          | 2                             | 37b 40a | I'm with stupid (Ik sta naast een oen) Squid on Strike (Staking) |
| 110    | 290              | Cucu Chama              | David Bradnum                                                   | 3                             | 54 | Ugh (SpongeBob V.C. (vóór comedy)) |
| 111    | 291              | Curley Shirley          | Otto Sieben                                                     | 4                             | 69a | Krusty Towers (Krokante Toren) |
| 112    | 292              | Curtain-Raiser          | Alan Braden                                                     | (Movie), 6, 7, 8, 9, 10       | (Movie) 110b 114b 127b 130b 140b 158b 160a 176b 188a 207a | The SpongeBob SquarePants Movie Grooming Gary (Mooie Gerrit) Ditchin (Spijbelen) I Heart Dancing (Dansles) Model Sponge (De wc spons) Welcome to the Bikini Bottom Triangle (De Bikini Broek driehoek heet je welkom) The Googly Artiste (Popogen) Patrick’s Staycation (Thuis op vakantie) Chum Fricassee (Visragout) Kenny the Cat (Kenny de Kat) Mimic Madness |
| 113    | 293              | Curtains Up             | Norman Dane                                                     | 6                             | 123 124 | Truth or Square (Vast in de vriezer) |
| 114    | 294              | Custom Cruiser          | The Mel-Tones                                                   | 1                             | 15a | Sleepy Time (Bedtijd) |
| 115    | 295              | Cute and Lovable        | Phil Green                                                      | 7, 8, 9                       | 151b 174a 183a 186b 196b | Love That Squid (Octo en de liefde) Treats! (Slaksnoep) Eek, an Urchin! (Aaaah, zee-egel) Plankton's Pet (Spot!) Married to Money (Getrouwd met geld) |

## D
| Nummer | Nummers (Totaal) | Titel                 | Uitvoerder (+ Muziekschrijver)              | Seizoen | Aflevering                            | Gebruikt in/bij aflevering |
| ------ | ---------------- | --------------------- | ------------------------------------------- | ------- | ------------------------------------- | --- |
| 1      | 296              | Dachshund Walk        | John Fox Mac Prindy                         | 6, 7, 9 | 118a 122a 123 124 137a 139b 152a 186b | Pets or Pests (Hondwormen) Chum Bucket Supreme (Aas is gaas) Truth or Square (Vast in de vriezer) One Coarse Meal (Trek in Plankton) The Cent of Money (De geur van geld) Big Sister Sam (Grote zus Sam) Plankton's Pet (Spot!) |
| 2      | 297              | Da Jodel-Rudel        | Werner Bruggemann                           | 6       | 123 124                               | Truth or Square (Vast in de vriezer) |
| 3      | 298              | Dance Floor           | Dave Arch David Arnold Simon D. Chamberlain | 5       | 88c                                   | Slimy Dancing (Kramp!) |
| 4      | 299              | Dance Macabre         | Keith Mansfield                             | 4       | 66 77b                                | Dunces and Dragons (Ridder SpongeBob en de draak) Rule of Dumb (Koning domheid) |
| 5      | 300              | Dance of the Fumblers | Sam Spence                                  | 2       | 37a                                   | Procrastination (Uitstel) |

## E
| Nummer | Nummers (Totaal) | Titel | Uitvoerder (+ Muziekschrijver) | Seizoen | Aflevering | Gebruikt in/bij aflevering |
| ------ | ---------------- | ----- | ------------------------------ | ------- | ---------- | -------------------------- |

## F
| Nummer | Nummers (Totaal) | Titel | Uitvoerder (+ Muziekschrijver) | Seizoen | Aflevering | Gebruikt in/bij aflevering |
| ------ | ---------------- | ----- | ------------------------------ | ------- | ---------- | -------------------------- |

## G
| Nummer | Nummers (Totaal) | Titel | Uitvoerder (+ Muziekschrijver) | Seizoen | Aflevering | Gebruikt in/bij aflevering |
| ------ | ---------------- | ----- | ------------------------------ | ------- | ---------- | -------------------------- |

## H
| Nummer | Nummers (Totaal) | Titel | Uitvoerder (+ Muziekschrijver) | Seizoen | Aflevering | Gebruikt in/bij aflevering |
| ------ | ---------------- | ----- | ------------------------------ | ------- | ---------- | -------------------------- |

## I
| Nummer | Nummers (Totaal) | Titel | Uitvoerder (+ Muziekschrijver) | Seizoen | Aflevering | Gebruikt in/bij aflevering |
| ------ | ---------------- | ----- | ------------------------------ | ------- | ---------- | -------------------------- |

## J
| Nummer | Nummers (Totaal) | Titel | Uitvoerder (+ Muziekschrijver) | Seizoen | Aflevering | Gebruikt in/bij aflevering |
| ------ | ---------------- | ----- | ------------------------------ | ------- | ---------- | -------------------------- |

## K
| Nummer | Nummers (Totaal) | Titel | Uitvoerder (+ Muziekschrijver) | Seizoen | Aflevering | Gebruikt in/bij aflevering |
| ------ | ---------------- | ----- | ------------------------------ | ------- | ---------- | -------------------------- |

## L
| Nummer | Nummers (Totaal) | Titel | Uitvoerder (+ Muziekschrijver) | Seizoen | Aflevering | Gebruikt in/bij aflevering |
| ------ | ---------------- | ----- | ------------------------------ | ------- | ---------- | -------------------------- |

## M
| Nummer | Nummers (Totaal) | Titel | Uitvoerder (+ Muziekschrijver) | Seizoen | Aflevering | Gebruikt in/bij aflevering |
| ------ | ---------------- | ----- | ------------------------------ | ------- | ---------- | -------------------------- |

## N
| Nummer | Nummers (Totaal) | Titel | Uitvoerder (+ Muziekschrijver) | Seizoen | Aflevering | Gebruikt in/bij aflevering |
| ------ | ---------------- | ----- | ------------------------------ | ------- | ---------- | -------------------------- |

## O
| Nummer | Nummers (Totaal) | Titel | Uitvoerder (+ Muziekschrijver) | Seizoen | Aflevering | Gebruikt in/bij aflevering |
| ------ | ---------------- | ----- | ------------------------------ | ------- | ---------- | -------------------------- |

## P
| Nummer | Nummers (Totaal) | Titel | Uitvoerder (+ Muziekschrijver) | Seizoen | Aflevering | Gebruikt in/bij aflevering |
| ------ | ---------------- | ----- | ------------------------------ | ------- | ---------- | -------------------------- |